# 国立西洋美術館
国立西洋美術館（こくりつせいようびじゅつかん、英: The National Museum of Western Art、NMWA）は、東京都台東区の上野公園内にある、西洋の美術作品を専門とする美術館である。独立行政法人国立美術館が運営している。本館は「ル・コルビュジエの建築作品-近代建築運動への顕著な貢献-」の構成資産として世界文化遺産に登録されている。

## 概要
国立西洋美術館は、1959年（昭和34年）に発足・開館した、西洋美術全般を対象とする美術館としては日本で唯一の国立美術館である。実業家松方幸次郎が20世紀初めにヨーロッパで収集した印象派などの19世紀から20世紀前半の絵画・彫刻を中心とする松方コレクションがコレクションの基礎となっている。松方コレクションは第二次世界大戦後、フランス政府により敵国資産として差し押さえられていたが、コレクションを収蔵する美術館を新たに設置することを条件として返還されることとなり、当館が建設された。
本館の設計はル・コルビュジエが担当し、彼の弟子である前川國男・坂倉準三・吉阪隆正が実施設計・監理に協力し完成した。コルビュジエによる設計の建築物としては、日本で唯一のものである。なお新館は前川國男（前川國男建築設計事務所）が設計した。
本館は、1998年（平成10年）に旧建設省による公共建築百選に選定。2003年にはDOCOMOMO JAPAN選定 日本におけるモダン・ムーブメントの建築に選定され、2007年（平成19年）には「国立西洋美術館本館」として国の重要文化財に指定された。また、前庭・園地は、2009年（平成21年）に「国立西洋美術館園地」として国の登録記念物（名勝地関係）に登録されている。
開館後は松方コレクションに加えて中世末期・ルネサンス期以降、20世紀初頭までの西洋絵画・彫刻作品の購入を進め、常設展示している。なかでも西洋のオールド・マスター（18世紀以前の画家）たちの作品を見ることができる美術館として、日本有数の存在である。「西美（せいび）」の略称で呼ばれることもある。
2023年（令和5年）3月17日、川崎重工業株式会社との間でオフィシャルパートナー契約を締結した。

## 沿革

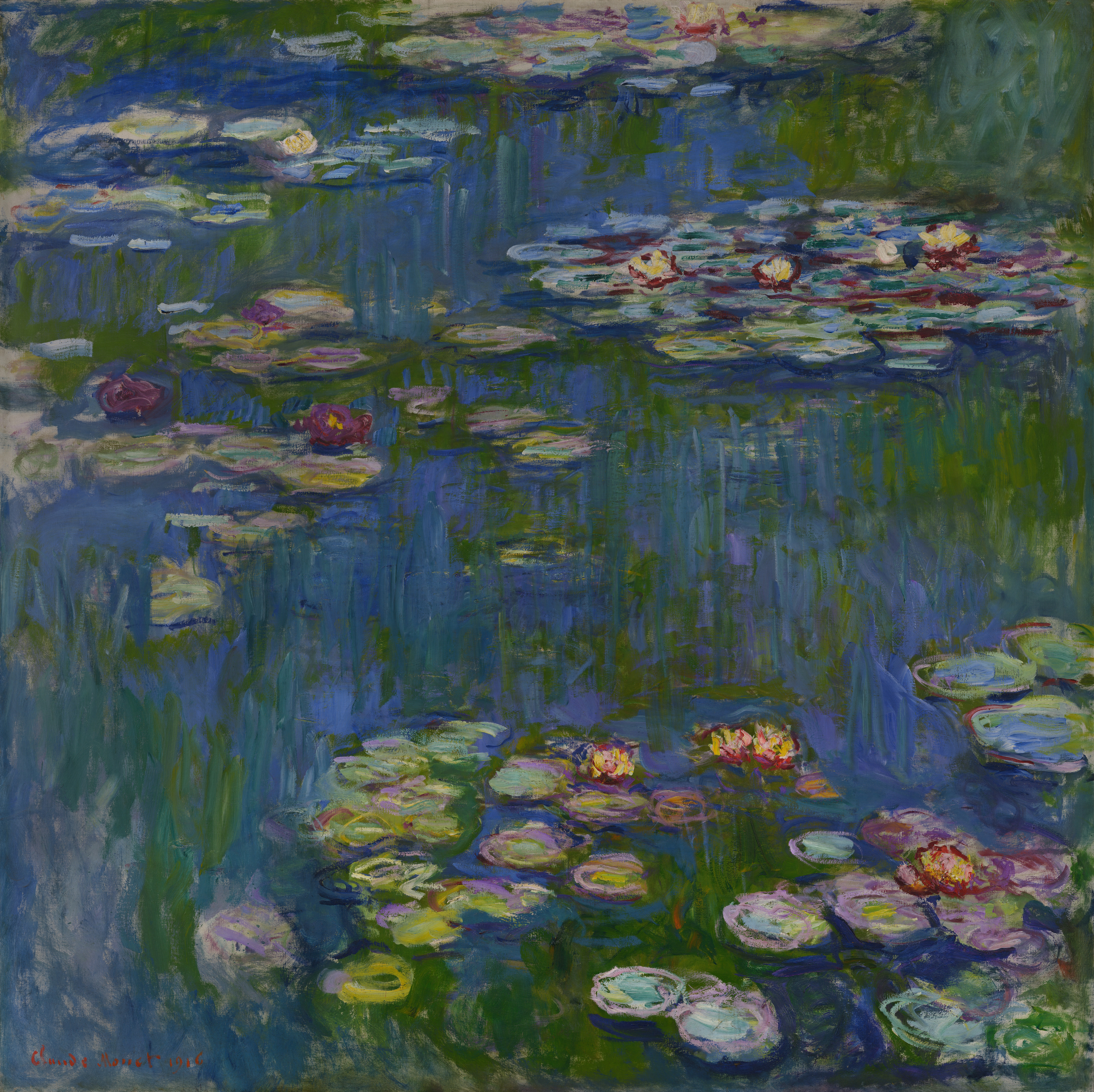
モネ『睡蓮』1916年

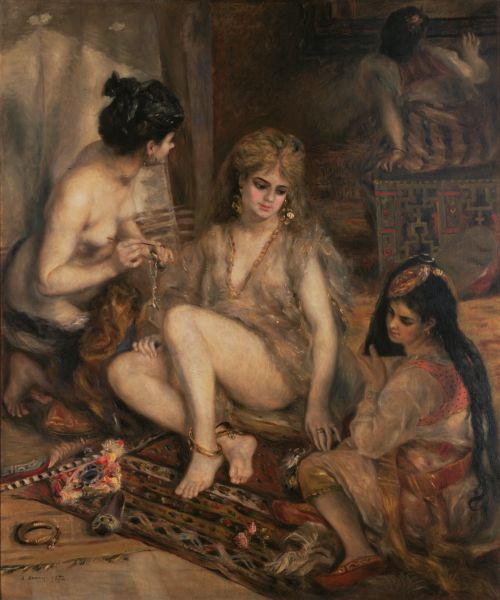
ルノワール『アルジェリア風のパリの女たち』1872年

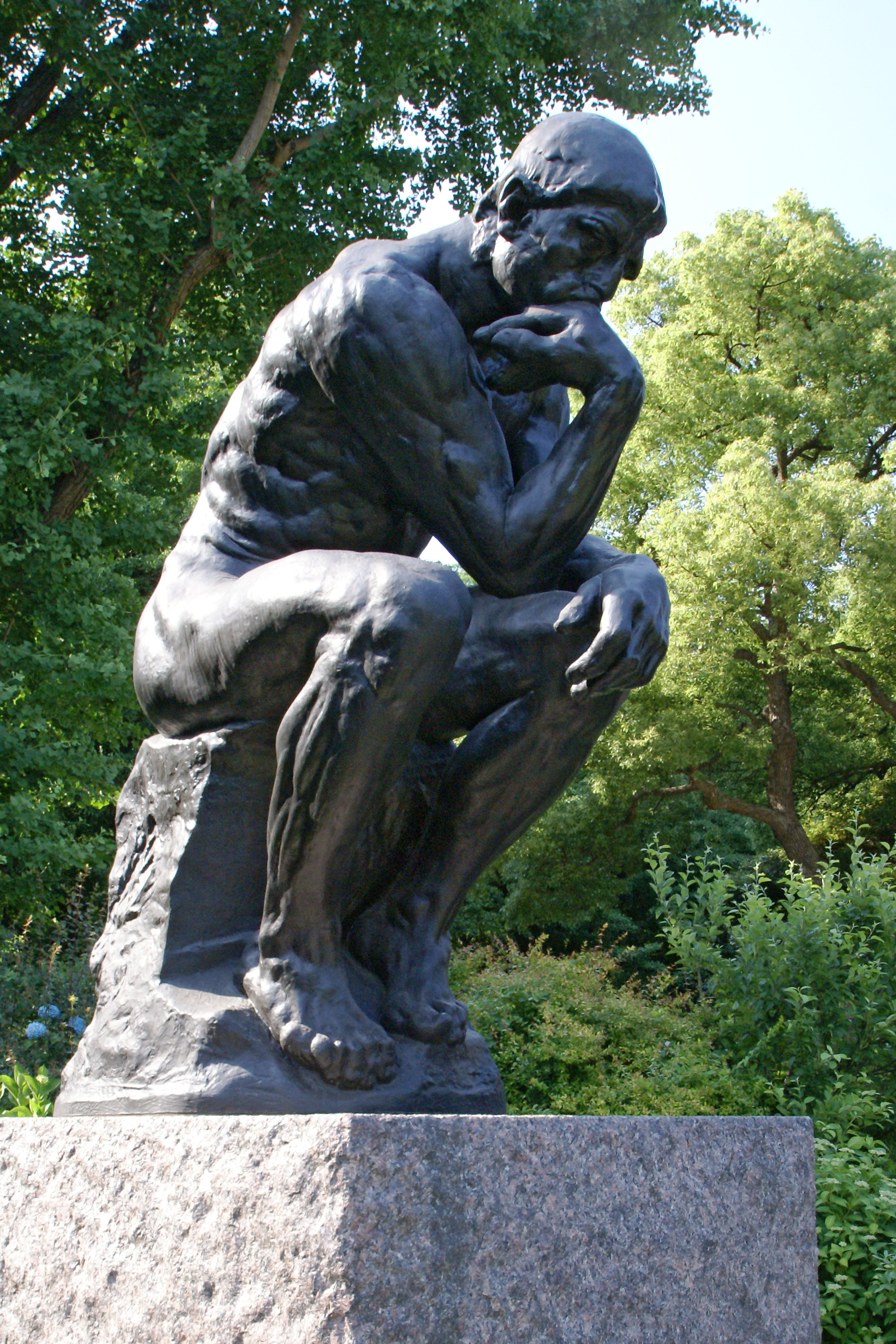
ロダン『考える人』

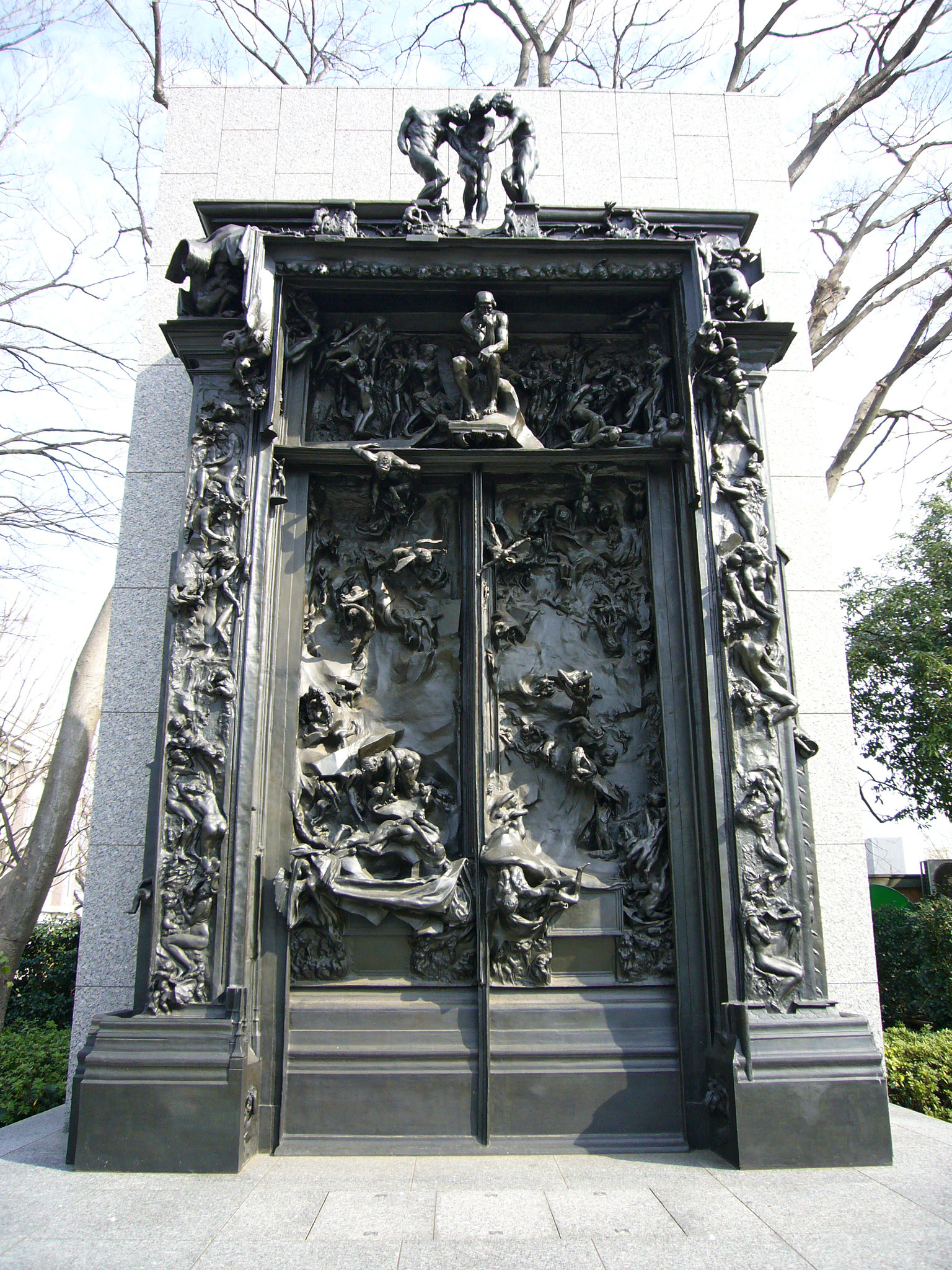
ロダン『地獄の門』

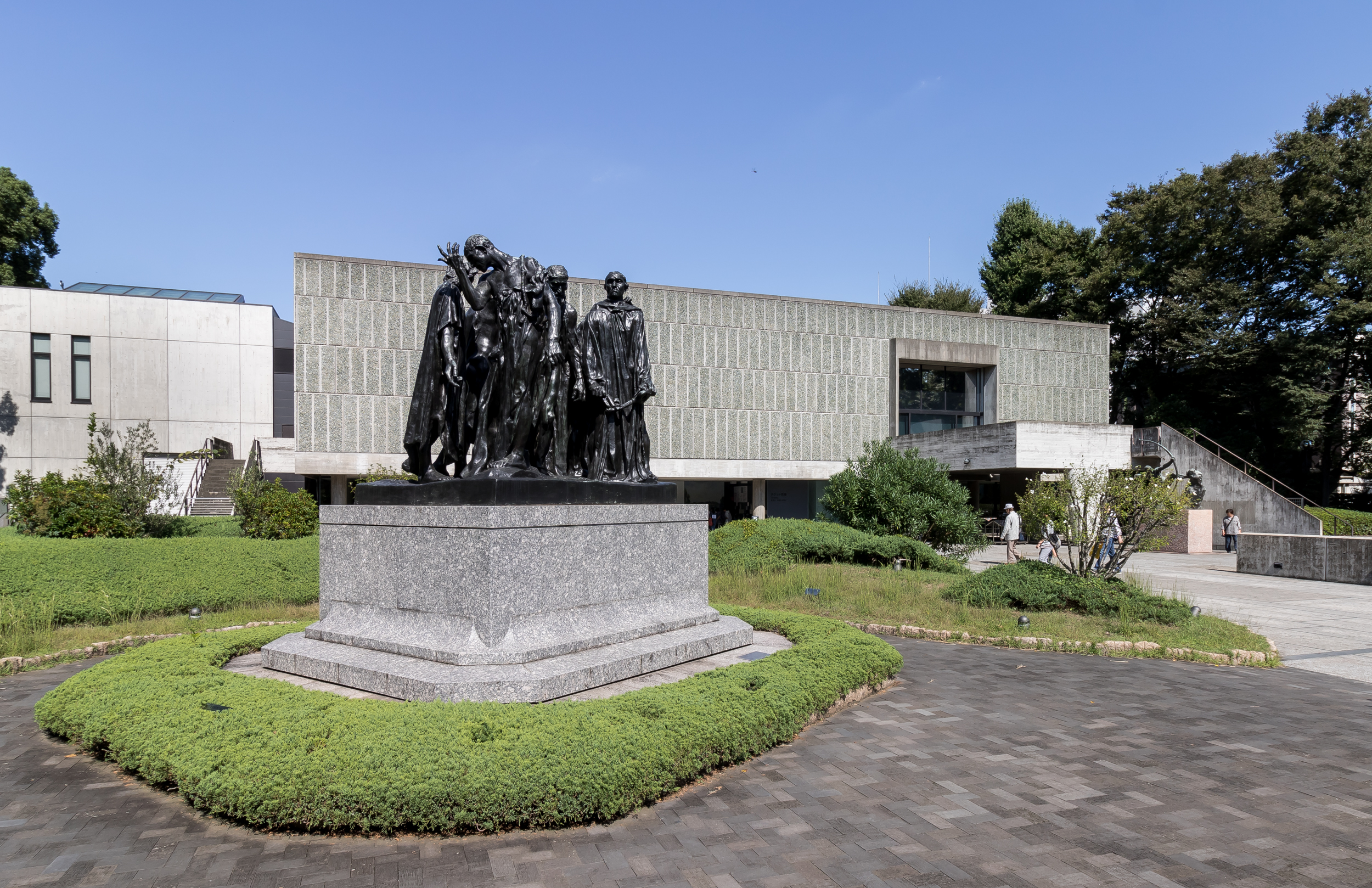
カレーの市民

### 開館まで

#### 松方コレクション
川崎造船所（現・川崎重工業）社長を務めた実業家松方幸次郎（1865 - 1950年）は、1916年（大正5年）に商用でヨーロッパに渡った際、美術品の収集を始めた。
松方が集めた多数の西洋美術品のうち、千数百点は1928年から1940年にかけて日本国内で売りたてられ、散逸した。これらの中にはブリヂストン美術館（現・アーティゾン美術館）等、日本国内の美術館に収蔵されているものもあるが、所蔵先不明のものも多い。松方の収集品はこのほかにもロンドンの倉庫に約300点（一説には600点とも）、パリのロダン美術館に428点が預けられていたとされている。このうち、ロンドンにあったパンテクニカン社の倉庫に保存されていた分は、1939年の火災で焼失。フランスに残されていた約400点は第二次世界大戦後、敵国資産としてフランス政府に接収された。コレクションのうち、21点は維持管理費捻出のため、1947年に売却された。

#### フランス政府に対する返還要請
1951年（昭和26年）のサンフランシスコ平和条約締結の際、日本国全権大使であった首相・吉田茂は、フランスの外相ロベール・シューマンに松方コレクションの返還を要請。その後の日仏政府間の交渉の結果、フランス側は条件付きで返還に応じることとなった。その条件とは、「フランスの文化財を展示するための専用の美術館で保管・展示を行うこと」、「美術品の輸送費は日本側が負担すること」、「接収されているロダンの作品『カレーの市民』は返還せず、新たに鋳造して返還し、その鋳造費は日本側が負担すること」、の3つであった。日本側が美術品の「返還」を希望したのに対し、フランス側は、美術品はいったんフランスの所有となったものであり、フランスから日本へ「寄贈」するとの立場であった。このため、国立西洋美術館では「寄贈返還」という言葉を使い、パンフレット等にも「フランス政府から寄贈返還された松方コレクション」と紹介している。なお、ゴッホの『アルルの寝室』などの名品18点は寄贈（返還）対象からはずされてフランスに残されることとなった（オルセー美術館等が所蔵）。
開館当初の「松方コレクション」は370点（絵画196点、素描80点、版画26点、彫刻63点、参考作品等5点）である。松方幸次郎本人は、こうしたいきさつを知ることなく、1950年に他界した。

#### 建設費用の捻出
1953年（昭和28年）末、当時の文部省に「「フランス美術館」（仮称）設置準備協議会」（委員長は高橋誠一郎）が設置された。しかし、当時の日本は財政難で、新しい国立美術館を造る余裕はなかった。文部省は1954年度予算に美術館建設費として1億5千万円を要求したが、認められたのはわずか500万円であった。
そこで、文部省としては、東京・上野の東京国立博物館内の一展示館である「表慶館」を「松方コレクションの展示場」に充てようとしたが、フランス側はこれに不快感を示した。1954年2月、当時のフランス国立博物館長（Director of Museums of France）のジョルジュ・サール（en:Georges Salles）が来日し、文部大臣と会談、予算を十分に取るべきであること、上野に建設するべきである、といった意見を示した。
こうした中、1954年には実業家・政治家の藤山愛一郎が中心となって「松方氏旧蔵コレクション国立美術館建設連盟」が結成され、1億円を目標に寄付金集めが始まった。連盟では当時活躍していた著名美術家たちにも協力を求めた。すなわち、大口の寄付者には見返りとして、これら著名美術家の作品をプレゼントしようというものであった。
この提案に対し、美術家たちは始め難色を示していたが、ある会議の席上、洋画家の安井曾太郎が「このコレクションが戻ってきて、一番恩恵を受けるのは誰か。われわれ美術家ではないか」と発言したことがきっかけで、美術家たちは進んで協力するようになったという。1954年11月には補正予算で建設費5千万円が認められた。

#### 敷地
建設地はいくつかの候補地があったが、1954年の初めに来日したサールが上野に設置すべきであるとの見解を示したことから、同年の5月18日には文部省が寛永寺と話し合いの場を持ち、協力を仰いだ。同28日には敷地が上野公園地域内とすることが閣議決定され、同年12月には文部省が東京都に対して、当該地域において敷地を確保するように依頼した。翌年の3月4日に東京都は建設予定地である寛永寺の凌雲院跡を東京都の財産として編入したのちに国に無償で貸与すると回答した。

#### 設計
建物の設計については、準備協議会が1954年3月に示した「旧松方コレクション受け入れの具体的方策について」という答申において、ル・コルビュジエに依頼することが提案された。その後、サールの推薦もあり、1955年3月に建築設計者がル・コルビュジエに、日本側の協力者が坂倉準三、前川國男、吉阪隆正に決定された。同年の10月には文部大臣とコルビュジエとの間で契約書の調印が行われた。
1955年（昭和30年）3月には建設予定地にて地鎮祭が執り行われる。同年11月にはコルビュジエが来日して、建設予定地を視察した。ル・コルビュジエは京都、奈良を訪問した後、帰国するが、彼にとってはこの8日間の日本旅行が最初で最後の来日であった。ル・コルビュジエからは1956年7月に基本設計案、1957年3月に実施設計案、さらに6月には実施設計付属説明書と設計書原図が提出された。これをもとに、彼の弟子にあたる前川國男、坂倉準三、吉阪隆正が実施設計をおこなった。ル・コルビュジエの設計案は、美術館本館のほか、講堂と図書館の入る付属棟、劇場ホール棟を含む大規模なものであったが、財政難のため付属棟と劇場ホールの建設は見送られた。ただし、ホールについては、後に美術館の向かいに東京文化会館（前川國男設計）が建てられ、形を変えて実現している。

### 開館
1959年（昭和34年）1月23日、フランス外務省にてコレクションの日本への引渡式が行われ、4月9日には作品を載せた浅間丸が日本の横浜へ到着、17日に作品が国立西洋美術館に到着した。同じ4月の1日に国の機関としての国立西洋美術館が設置され、同3日に富永惣一が初代館長に就任した。同年6月10日、高松宮宣仁親王夫妻や岸信介首相らの臨席のもと、開館式が挙行され、6月13日から一般公開が開始された。開館から1か月で9万人が入場する盛況で、初年度の入場者数は58万人に達した。

### 開館後
松方幸次郎の収集品は、さまざまな地域・時代の西洋美術品を含み、家具やタピスリーなども収集されていた。しかし、日本へ寄贈された松方コレクションは一部を除いてフランス近代の絵画・彫刻に限られていた。そのため、館ではルネサンス期以来のいわゆる「オールド・マスター」の作品の購入に努め、今日では、西洋美術史の流れに沿った体系的な展示が行われている。
1964年（昭和39年）7月には講堂・事務庁舎が竣工するが、これは現存しない。開館20周年の1979年には、本館の背後に地上2階、地下2階の新館が開館した。新館の設計者は前川國男（本館の設計者ル・コルビュジエの弟子）で、緑釉タイルを貼った外観が特色である。新館の開館によって展示面積は2倍に増え、版画・素描専用の展示室も設置された。従来は特別展開催のたびに平常展示の松方コレクションを撤去していたが、展示面積の増大により、松方コレクションの常時陳列が可能となった。1997年には、本館前庭の地下に企画展示館が竣工し、以後、特別展はここで行われている。
当館では、平常展示とともに、特別展を随時開催している。中でも1964年に開催された展覧会「ミロのビーナス特別公開」は話題を呼び、4月8日から5月15日まで、38日間の会期中に83万人以上が来場した。1つの展覧会の入場者数としては当時の日本最高記録となった。入場のための行列は、上野公園内を縦断して西郷隆盛像の下の公園入口まで続いていたことが、当時の写真からわかる。1994年に開催された「バーンズ・コレクション展」は、門外不出のコレクションの初公開とあって空前の反響を呼び、62日間の会期に107万人以上が来場し、入場待ちは、混雑する日には7時間という記録がある。
2024年3月11日、「国立西洋美術館」で開催された「ここは未来のアーティストたちが眠る部屋となりえてきたか？」（担当学芸員、新藤淳）の内覧会で、パレスチナでのイスラエル政府による「ジェノサイド」に反対の意を示す抗議活動が行われる。

## 建築物

### 建築概要
- 設計 - ル・コルビュジエ（本館）・前川國男（新館）・前川建築設計事務所（企画展示館）
- 施工 - 清水建設（本館・新館・企画展示館）
- 竣工 - 1959年（本館）・1979年（新館）・1997年（企画展示館）
- 延床面積 - 1万7369平方メートル
- 所在地 - 東京都台東区上野公園7番7号

### 本館

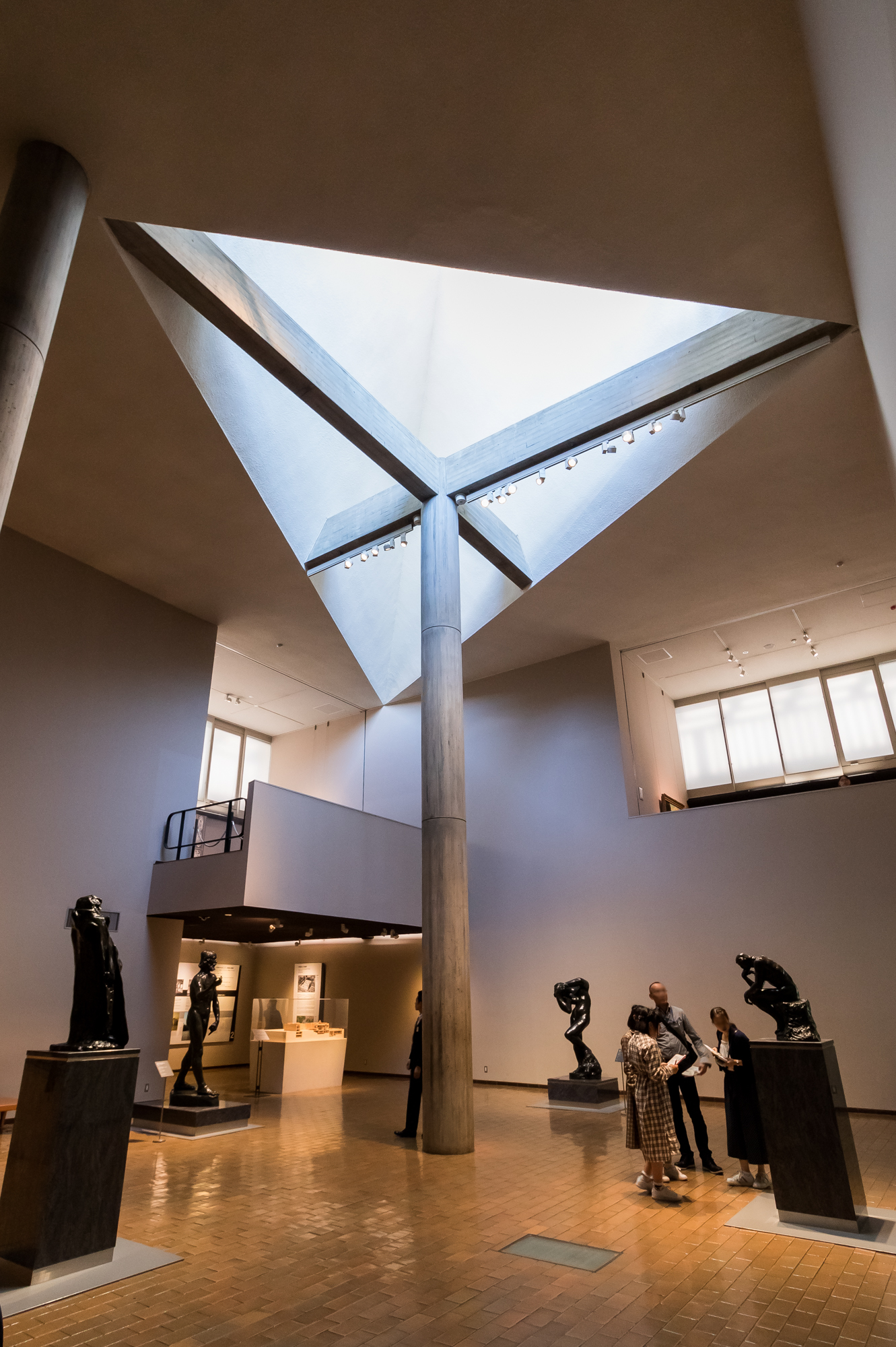
トップライトが設けられた『19世紀ホール』。吹き抜けをスロープを巡って上る構成になっている。

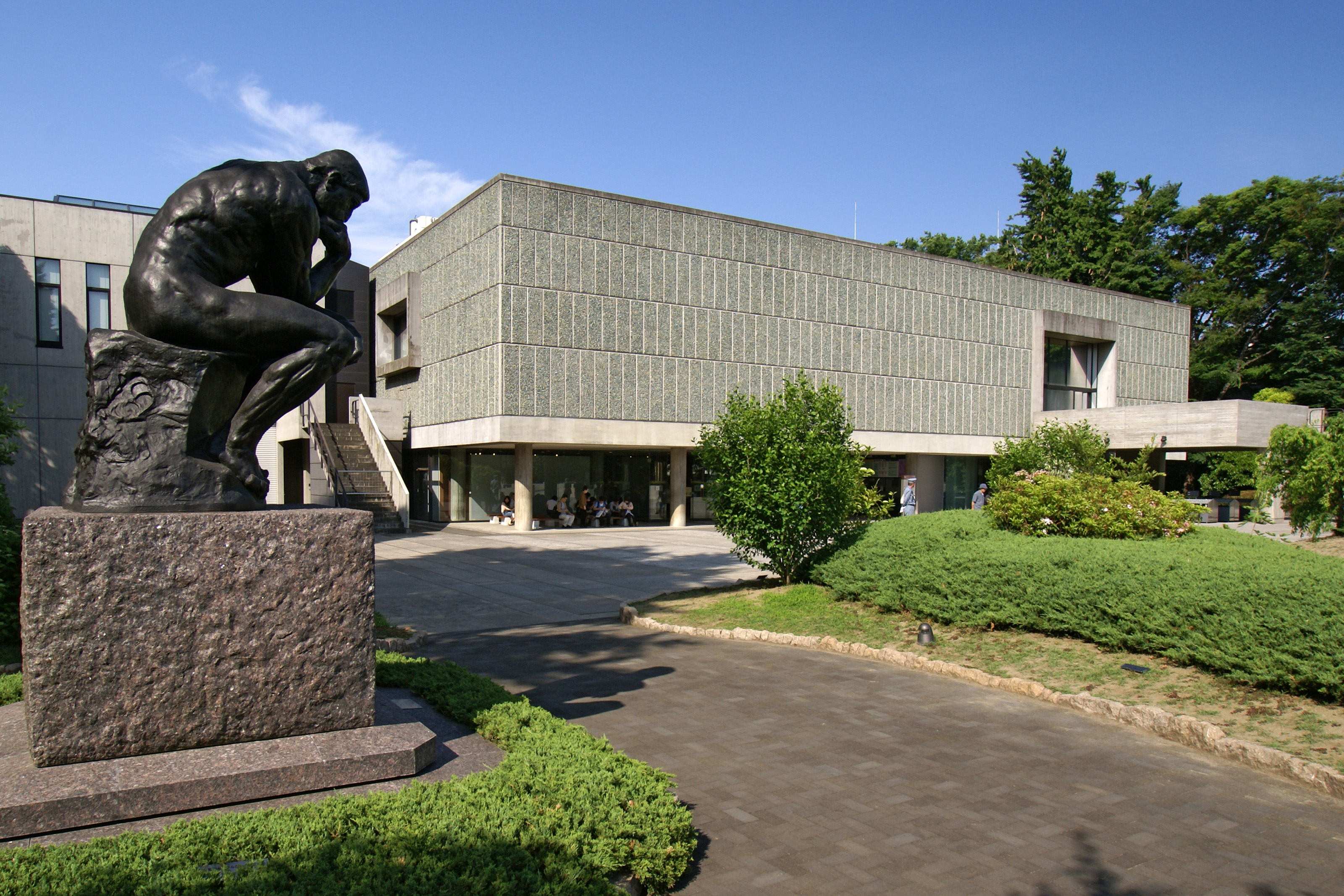
本館 手前はロダン『考える人』

本館は、前述のとおりル・コルビュジエの基本設計をもとに建てられ、1959年に開館したものである。緑色の外壁は、近付いてみると、緑色の小石を全面に貼り付けたものであることがわかる。ただし、現在の外壁は建設当時のオリジナルではなく、後に改修したものである。建物の平面は正方形で、各辺に7本ずつのコンクリート打ち放しの円柱が立つ。これらの円柱は、2階では壁から離れて立つ独立柱となっている。1階部分は本来はピロティ（高床）構造となっていたものだが、現在ではガラスの外壁が設置され、1階の大部分が室内に取り込まれている。1階中央部分は、屋上の明かり取り窓まで吹き抜けとなったホールで、ル・コルビュジエによって「19世紀ホール」と命名され、現在はロダンの彫刻の展示場となっている。1階から2階へは、彫刻作品を眺めながら上れるように、階段ではなく、傾斜のゆるい斜路が設けられている。
2階は、中央の吹き抜けのホールを囲む回廊状の展示室になっている。これは、ル・コルビュジエの「無限成長建築」というコンセプトに基づくもので、巻貝が成長するように、将来拡張が必要となった際には外側へ、外側へと建物を継ぎ足していける構造になっている。本館正面に向かって右側にある外階段は、本来出口として設計されたものだが、実際には一度も使用されず、立入禁止となっている。2階展示室は、内側部分の天井高が低くなっている。この低い天井の上は、自然光を取り入れ、明るさを調整するためのスペースとして設けられたものだが、現在は自然光でなく蛍光灯を使用している。また、2階展示室の北・東・南の3箇所には中3階が設けられ、細い階段が設けられている。ここは小型の作品の展示場として設けられたものだが、階段が狭くて危険であるという理由で、一度も使われたことがない。

#### 免震への取り組み

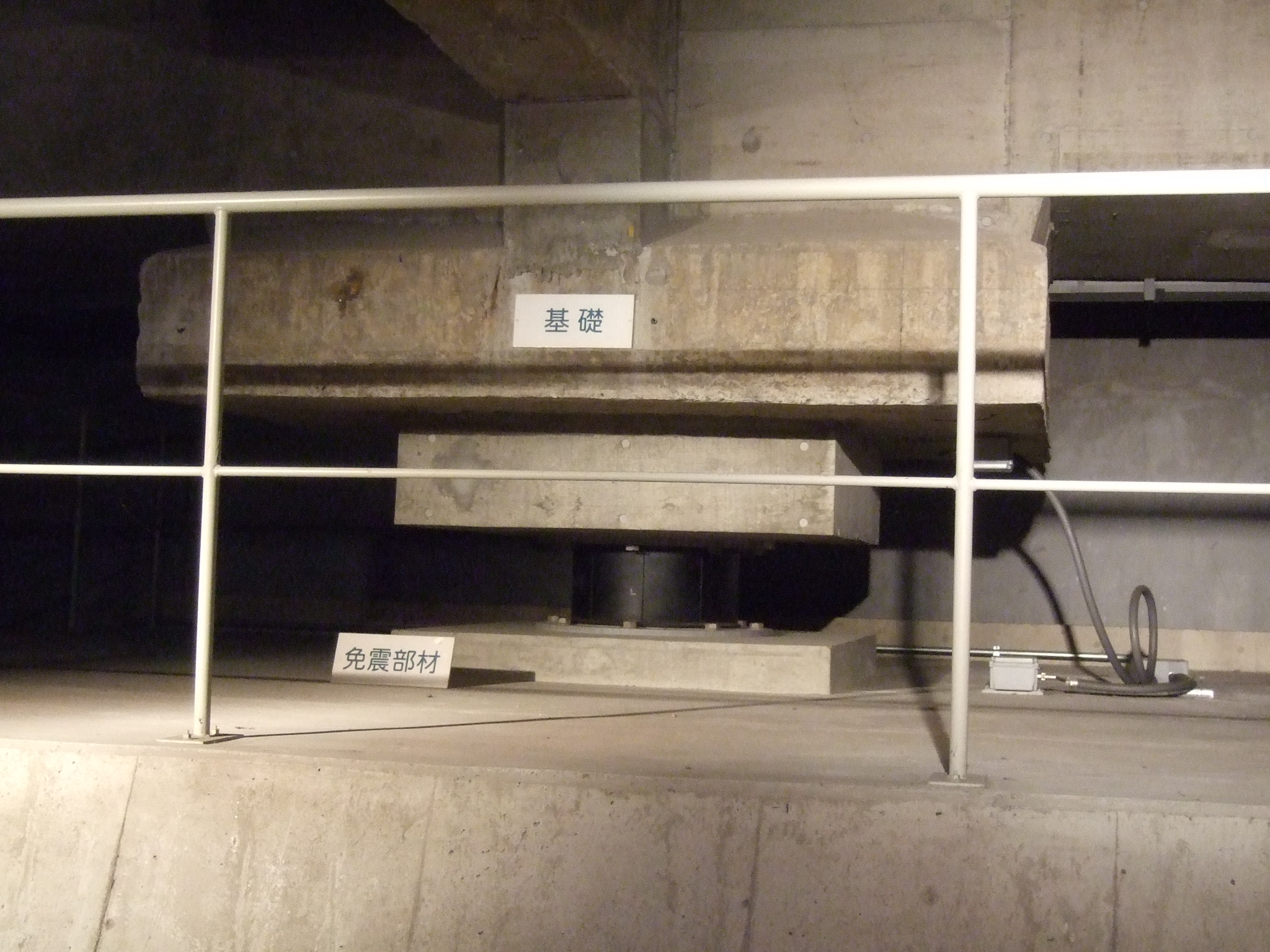
免震装置の展示

国立西洋美術館は、1998年に地下を含めすべてを地盤から絶縁する大規模な免震レトロフィット工事を行った。これは本格的な免震レトロフィット工事としては日本初のものである。これにより、ル・コルビュジエの建築だけでなく、人命と作品も地震から守り、美術館として安全に使い続けることが可能となった。また、前庭の彫刻にも免震台を設置するなど、建築物や芸術作品を地震から保護することに積極的である。免震のメカニズムを解説したパネルを添えるなど、その重要性を伝えている。

#### 本館の世界遺産への登録
フランス政府は、世界遺産登録の前提となる暫定リストに、フランス国内にあるル・コルビュジエの作品・計13件を「ル・コルビュジエの建築と都市計画」（L’œuvre architecturale et urbaine de Le Corbusier）として登載していた。
この「ル・コルビュジエの建築と都市計画」の中に、ドイツやスイスなどにあるル・コルビュジエの作品と同様に、フランス政府が本館を加えて、ユネスコに推薦することを検討していることが、2007年7月28日に報道された。9月14日には、日本政府がフランス政府に協力する形で、ユネスコへ本館を推薦することを決定した。その後10月9日までに、ユネスコの暫定リストに登載され、2008年1月7日に日本政府の「世界遺産条約関係省庁連絡会議」で、世界遺産候補としてユネスコに推薦することが正式に決定された。最終的な推薦書は、2008年1月に、各国の推薦書を一括してフランス政府が提出した。
2009年（平成21年）6月27日に世界遺産委員会による審査が行われた結果、「情報照会」と評価され、登録は見送られた。2011年2月にフランス政府から追加情報を含む改訂推薦書がユネスコに提出されたが、同年5月28日にユネスコの諮問機関国際記念物遺跡会議（イコモス）による評価の結果、世界遺産への登録にふさわしくなく再推薦も不可とする「不記載」の勧告が行われた。しかし、同年6月に行われた第35回世界遺産委員会ではイコモスの評価よりも上位の、推薦書の根本的な改定などが求められるものの再推薦が認められる「記載延期」の評価を受け、その後、国際協議などの再推薦へ向けた活動が続けられた。
これまで、アントニ・ガウディの作品群のように、一人の建築家の建造物を一括してユネスコに申請した事例はあるが、世界7カ国に散在する計23件の建造物を、一括して申請するのは史上初となった。なお、世界遺産には、登録国と所在地が一致していないものがいくつかあるが、日本国内にある文化遺産を外国政府が推薦したのも史上初である。また、通常（日本では）遺産候補は地元自治体からの推薦を受けて、その推薦を文化審議会で審議するが、今回はフランス政府からの協力要請のため省略された。なお、本館は2007年12月21日、日本の重要文化財の指定を受けた。これは従来「築50年以上のものが対象」とされてきた、建造物の重要文化財指定の目安を超えた初のケースであり（築48年の時点での指定）、世界遺産登録のためには当該物件が所在国の法律によって保護されていることが前提であるため、急遽重要文化財に指定されたものである。
イコモスは2016年5月17日に、国立西洋美術館を含む7か国17資産で構成される「ル・コルビュジエの建築作品-近代建築運動への顕著な貢献-」を世界文化遺産に登録するよう勧告し、7月17日に第40回世界遺産委員会において正式に登録された。

#### 改修に伴う長期休館
2020年、新型コロナウイルス感染症 (COVID-19) の流行により2月29日 - 6月18日まで休館措置を取らざるを得なくなり、その間に感染予防対策として換気用の空調設備を設置する工事を実施。6月19日より再開したが、10月19日から2022年春まで展示物・収蔵品の保管体制強化と建築物における衛生的環境の確保に関する法律に基づく改修工事のため、常設展やミュージアムショップも含め全館休館となった。また、世界遺産委員会よりコルビュジエによる設計の意図を正しく伝えていないと指摘されていた前庭について、彫刻を元の位置に戻し、後から造成した植栽を最小限にするなど開館時の姿に近づける工事を行った。2022年4月9日にリニューアル・オープンした。

## 主な収蔵作品
収蔵作品数は2019年3月末現在で6429点。内訳は絵画504点、素描400点、版画4153点、彫刻105点、写真104点、工芸824点、書籍72点、その他参考品267点である。作品数の大半を占めている版画作品のうち、約1700点は東武美術館閉館の際に譲渡されたドーミエの版画である。
- 14世紀シエナ派 『聖ミカエルと竜』14世紀
- クリヴェッリ 『聖アウグスティヌス』1487年頃（旧松方コレクション）
- ヴェロネーゼ 『聖カタリナの神秘の結婚』1547年頃
- ティントレット 『ダヴィデを装った若い男の肖像』1555 - 1560年頃
- ヴァザーリ 『ゲツセマネの祈り』1570年頃
- ヤン・ブリューゲル（父） 『アブラハムとイサクのいる森林風景』1599年
- ラ・トゥール 『聖トマス』1624年頃
- レーニ 『ルクレティア』1636 - 1638年頃
- ドルチ 『悲しみの聖母』1655年頃
- リベーラ 『哲学者クラテース』1636年
- ルーベンス 『眠る二人の子ども』1612-1613年頃、『豊穣』1630年頃
- カペ 『自画像』1783年頃
- ドラクロワ 『墓に運ばれるキリスト』1859年
- コロー 『ナポリの浜の想い出』1870 - 72年
- ミレー 『春（ダフニスとクロエ）』1865年（松方コレクション）
- モロー 『牢獄のサロメ』1873 - 76年頃（松方コレクション）
- クールベ 『物思うジプシー女』1869年（松方コレクション）
- ピサロ 『立ち話』1881年頃（松方コレクション）
- モネ 『舟遊び』1887年（松方コレクション）
- モネ 『睡蓮』1916年（松方コレクション）
- ルノワール 『アルジェリア風のパリの女たち』1872年（松方コレクション）
- ゴーギャン 『海辺に立つブルターニュの少女たち』1889年（松方コレクション）
- ロセッティ 『愛の杯』1867年（旧松方コレクション）
- ドニ 『踊る女たち』1905年（松方コレクション）
- ロダン 『青銅時代』『洗礼者ヨハネ』『考える人』『カレーの市民』『地獄の門』など（松方コレクション）

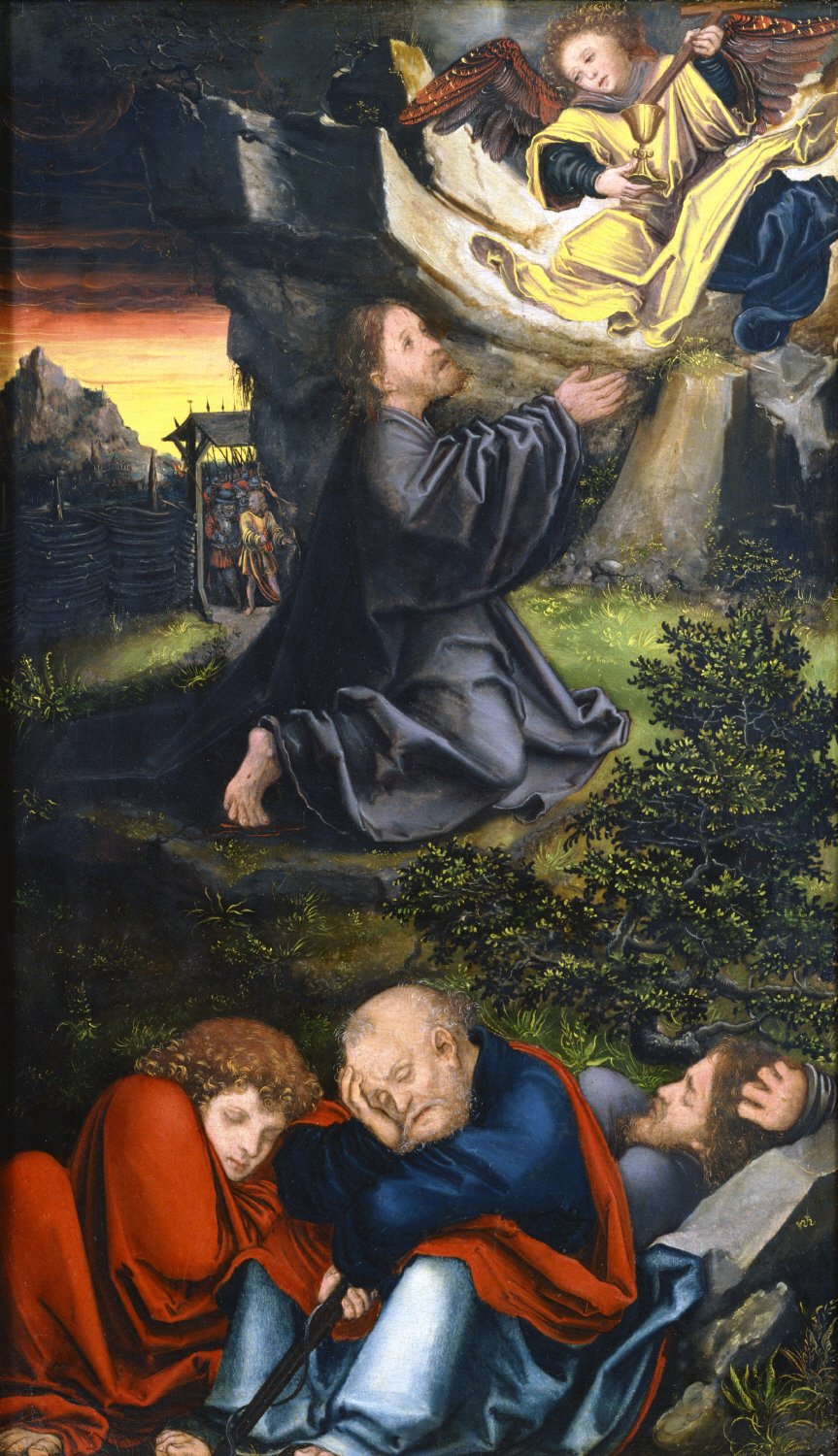
クラナッハ『ゲツセマネの祈り』1518年頃
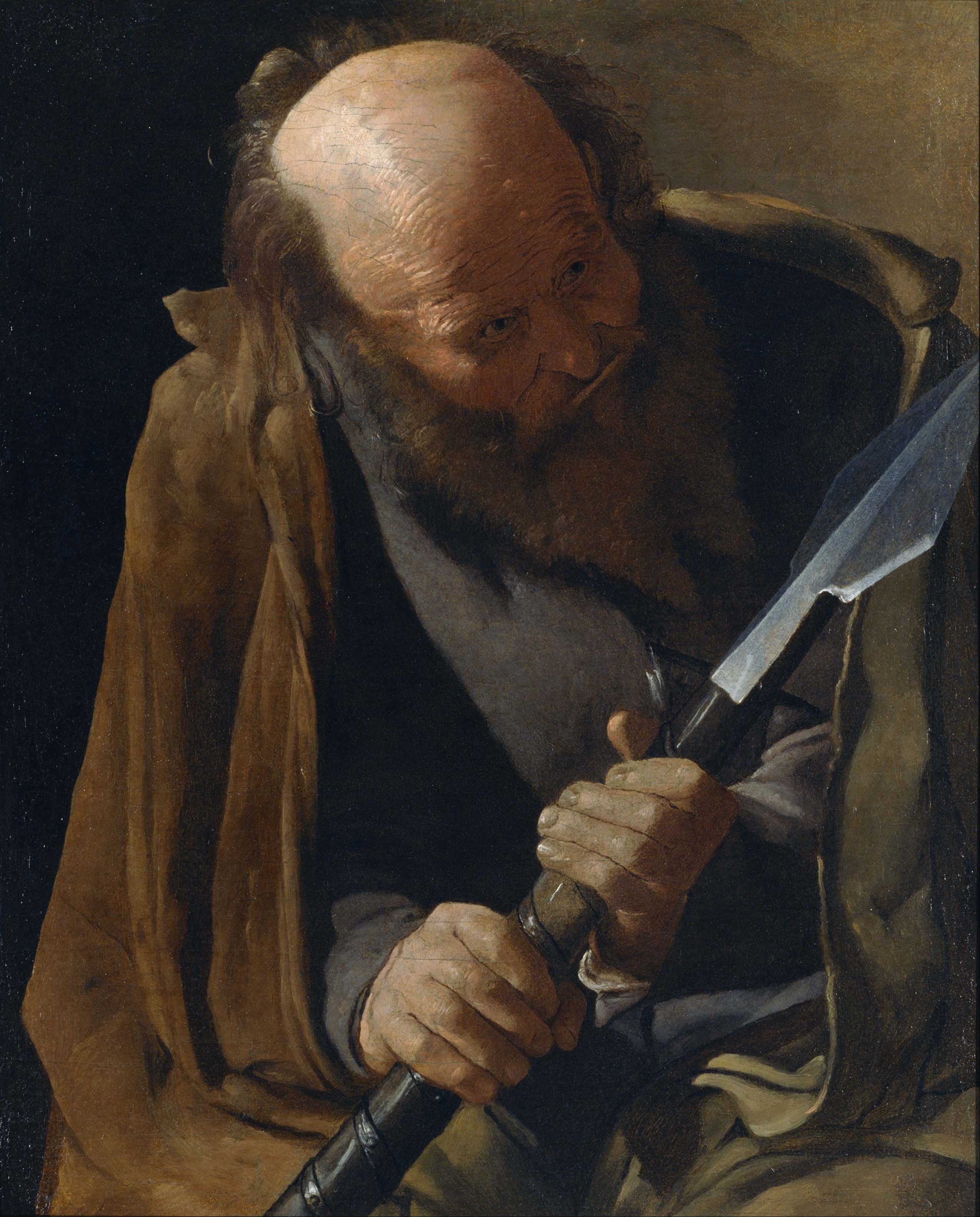
ジョルジュ・ド・ラ・トゥール『聖トマス』1624年頃
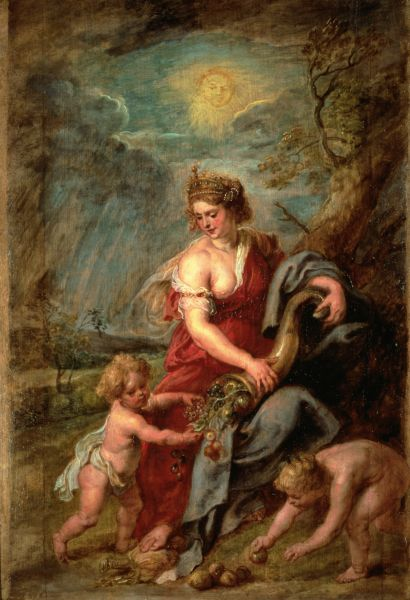
ルーベンス『豊穣』1630年頃
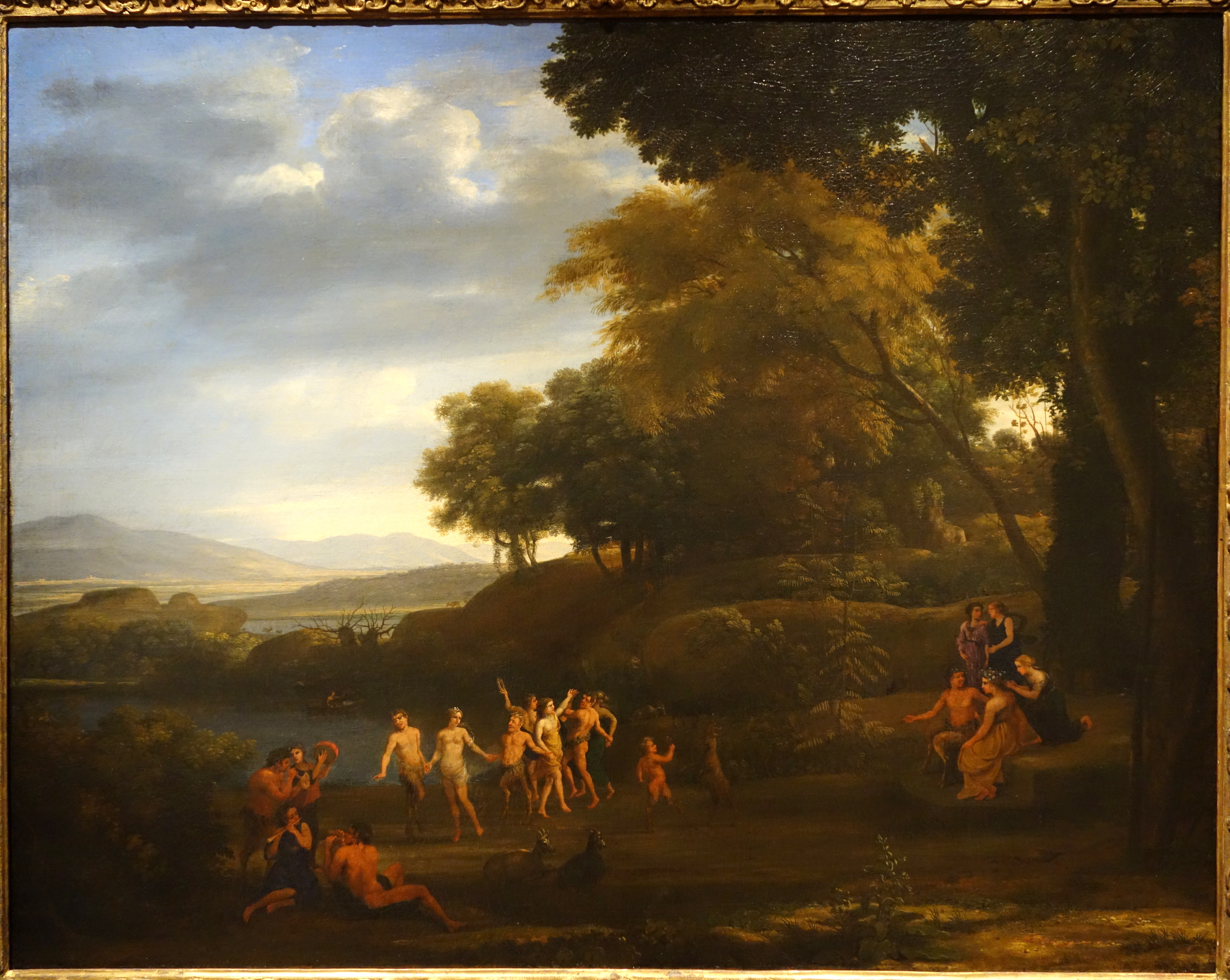
クロード・ロラン『踊るサテュロスとニンフのいる風景』 1646年
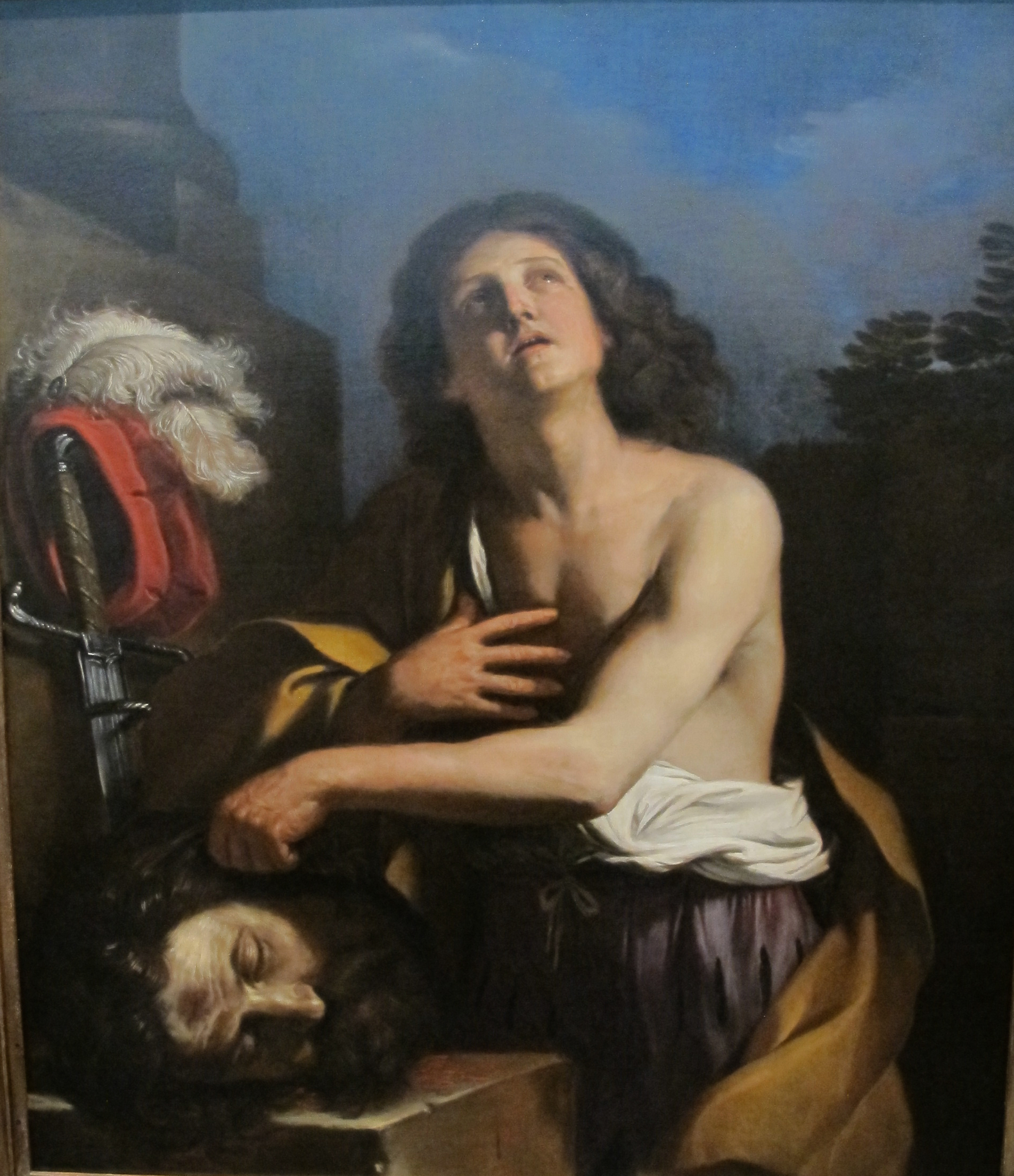
グエルチーノ『ゴリアテの首を持つダヴィデ』1650年頃
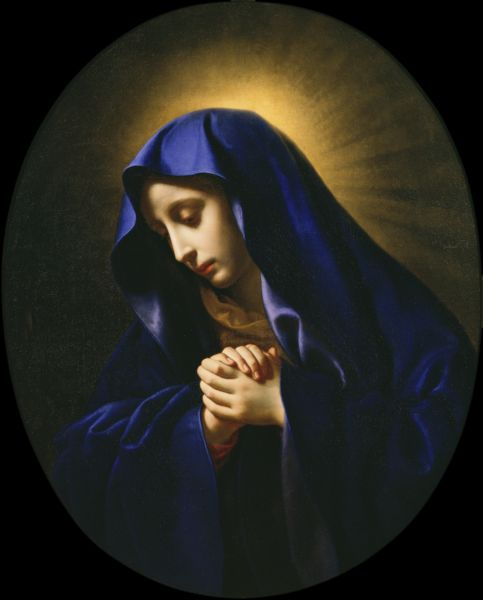
カルロ・ドルチ『悲しみの聖母』1655年頃
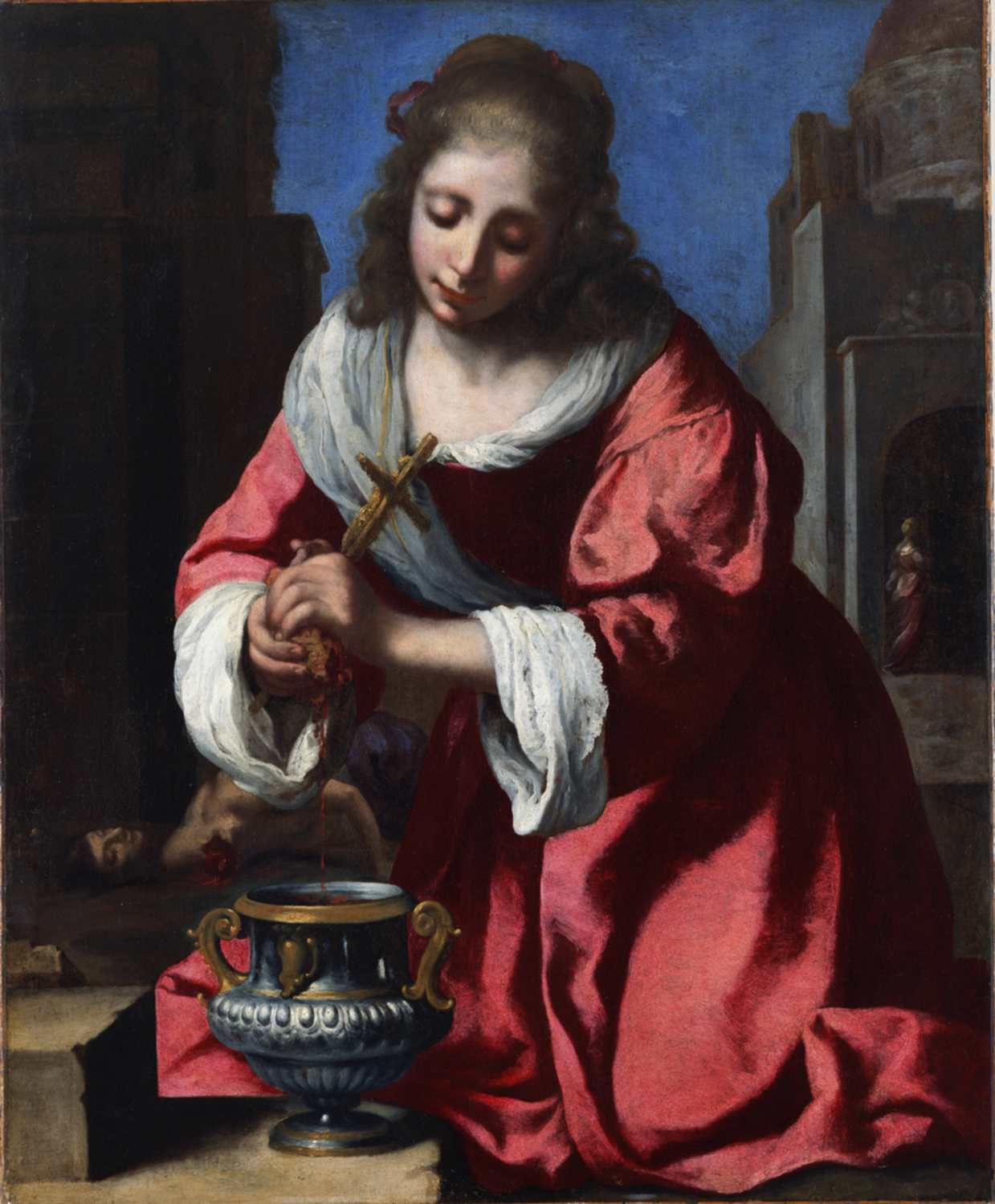
フェルメール（に帰属）『聖プラクセディス』1665年頃（寄託作品）
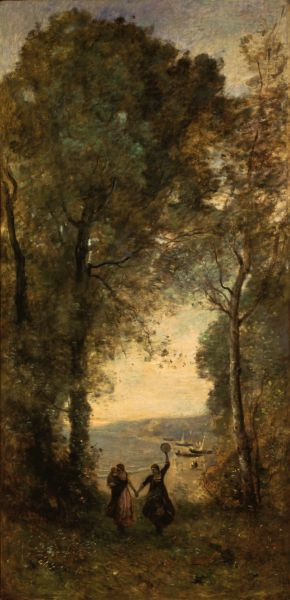
コロー『ナポリの浜の想い出』1870 - 72年
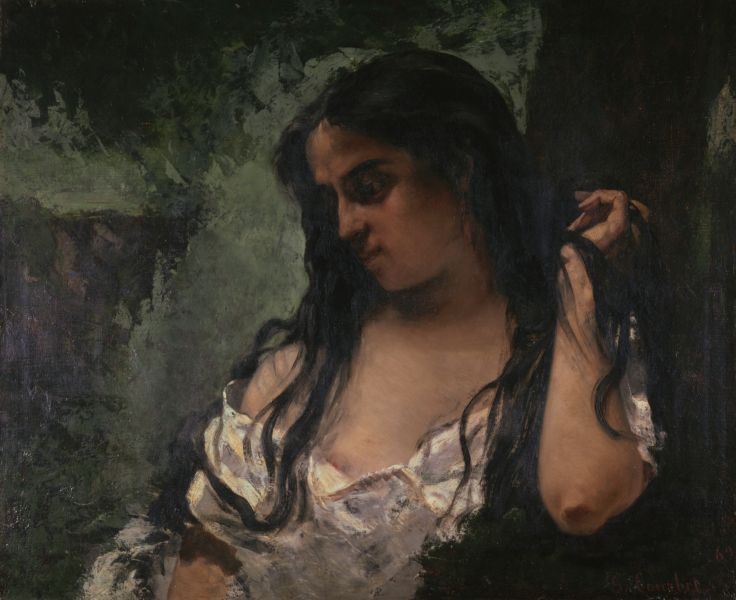
クールベ『物思うジプシー女』1869年
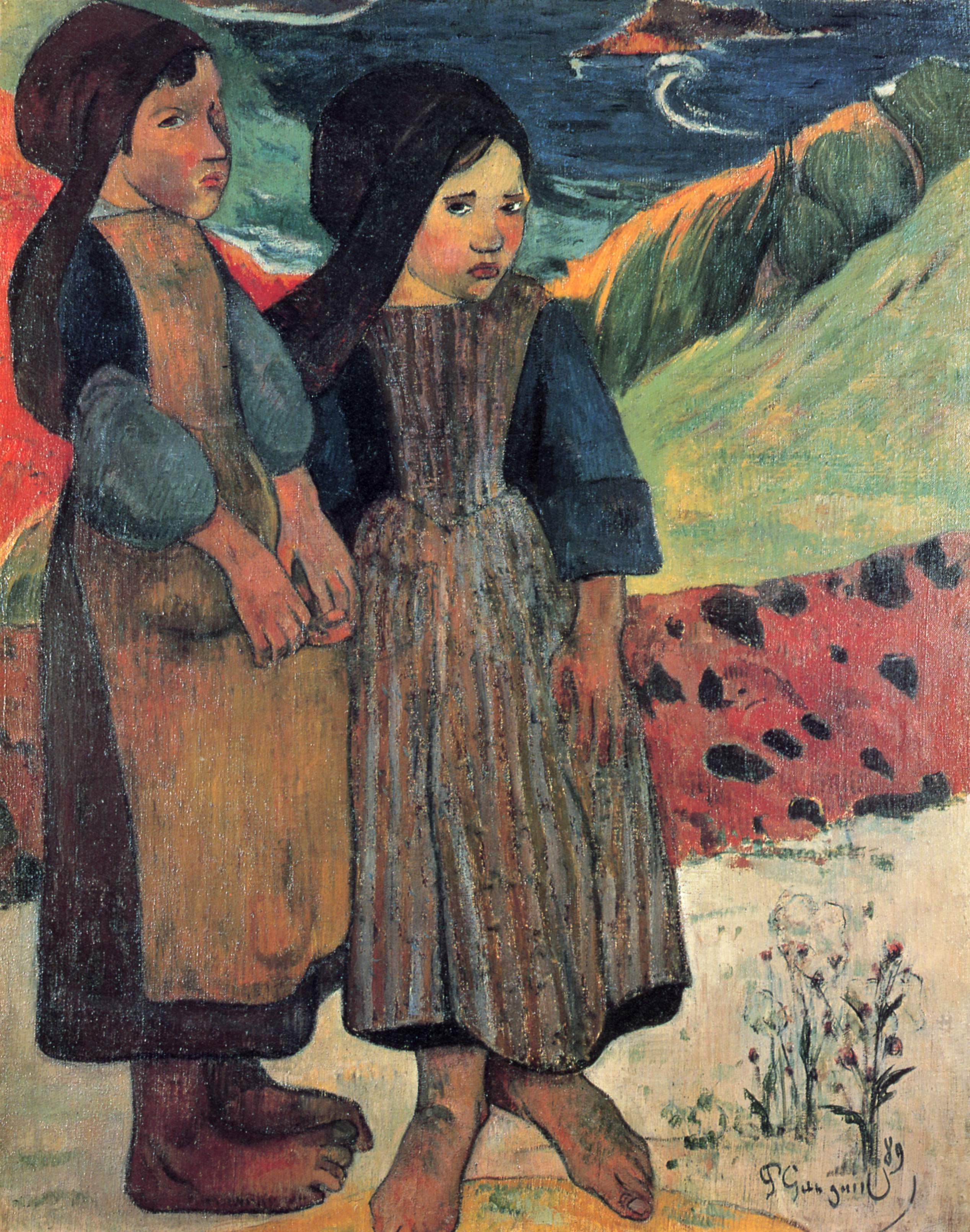
ゴーギャン『海辺に立つブルターニュの少女たち』1889年
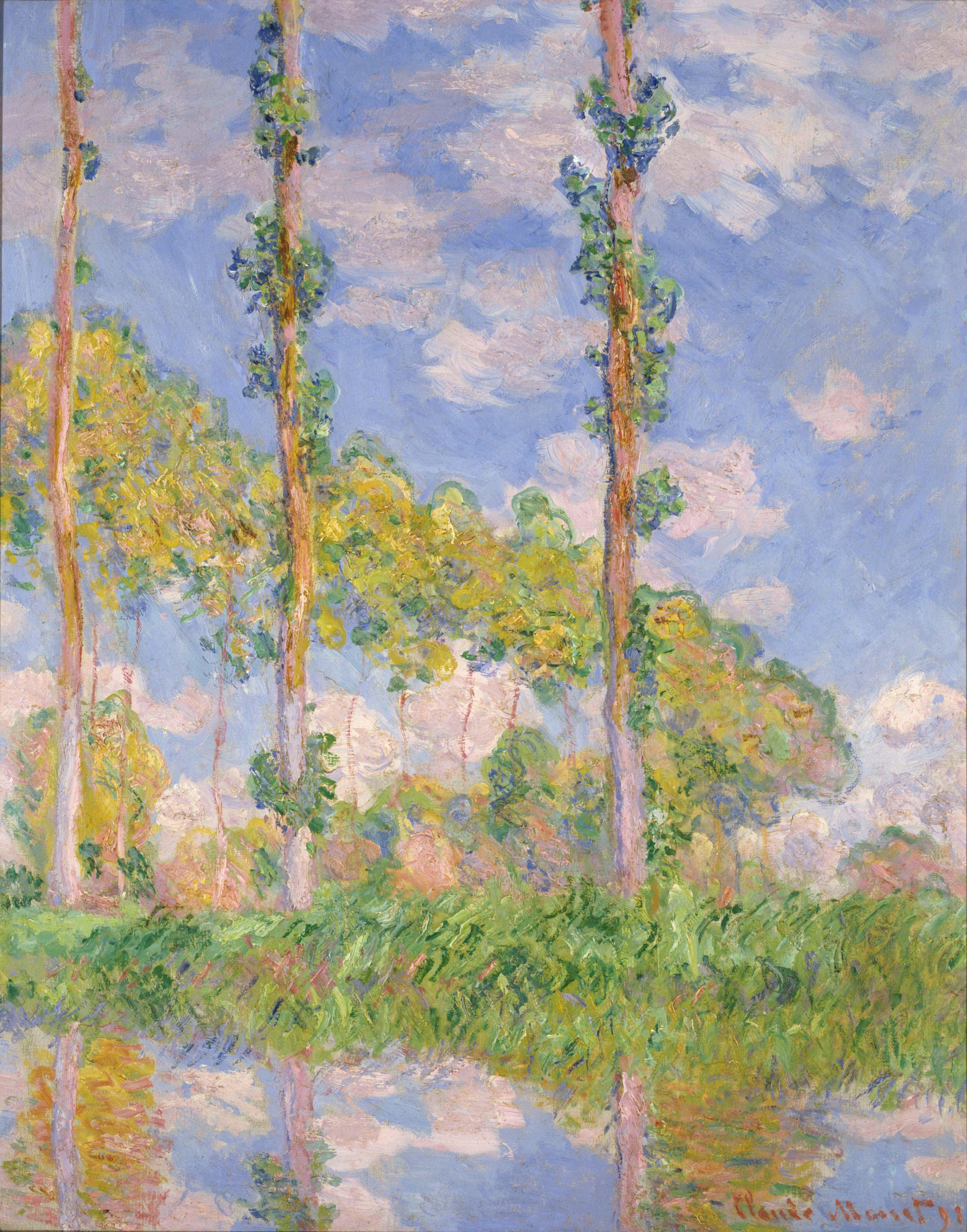
モネ『陽を浴びるポプラ並木』1891年
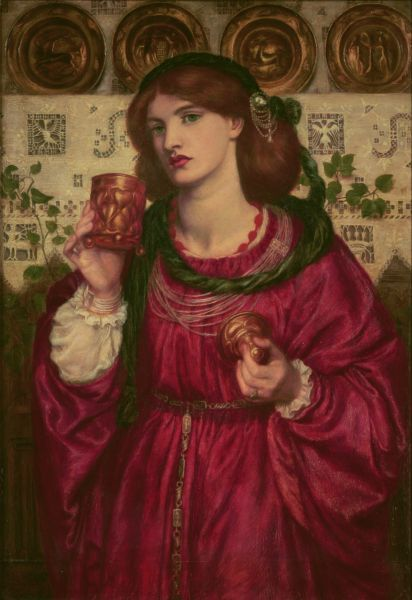
ロセッティ『愛の杯』1867年

西洋美術館には、1959年にフランス政府から寄贈返還された作品以外にも、旧松方コレクションに由来する作品がある。ドーミエ『観劇』、マネ『ブラン氏の肖像』、ピサロ『収穫』は、松方家の那須の別荘に保管されていたもので、長らくブリヂストン美術館に寄託されていたが、1984年に松方家から西洋美術館に寄贈された。カルロ・クリヴェッリ『聖アウグスティヌス』、ロセッティ『愛の杯』、ジョン・エヴァレット・ミレイ『あひるの子』、セガンティーニ『羊の剪毛』などは、散逸した旧松方コレクションの作品を購入または寄贈によって入手したものである。

## 文化財

### 重要文化財
- 国立西洋美術館本館

### 登録記念物
- 国立西洋美術館園地

## 利用情報

### アクセス
- JR上野駅公園口より徒歩1分。
- 京成電鉄京成上野駅より徒歩7分。
- 東京メトロ（銀座線・日比谷線）上野駅より徒歩8分。[51]

## ギャラリー

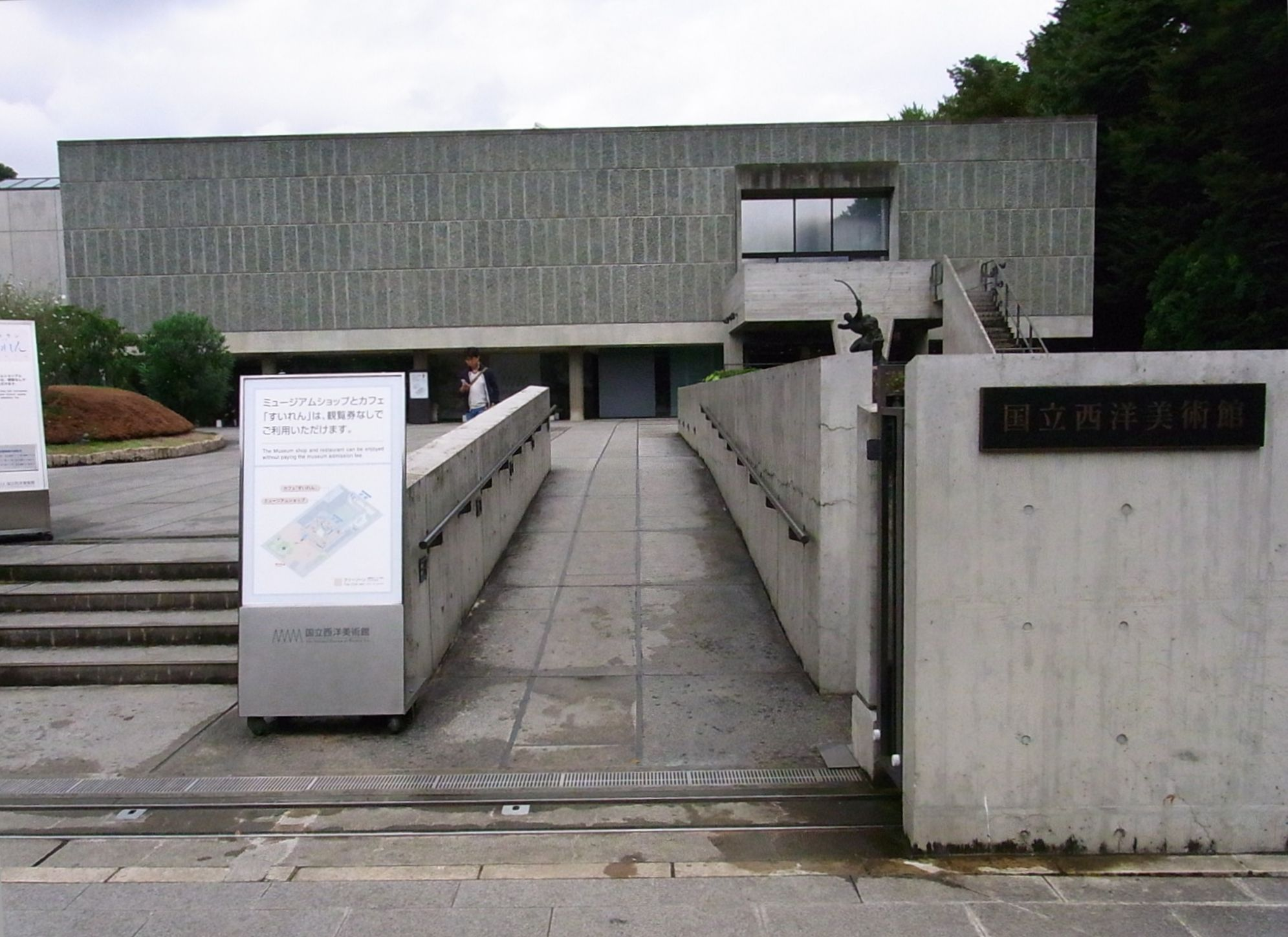
南側に建つ東京文化会館前から本館を見る（2010年10月26日撮影）
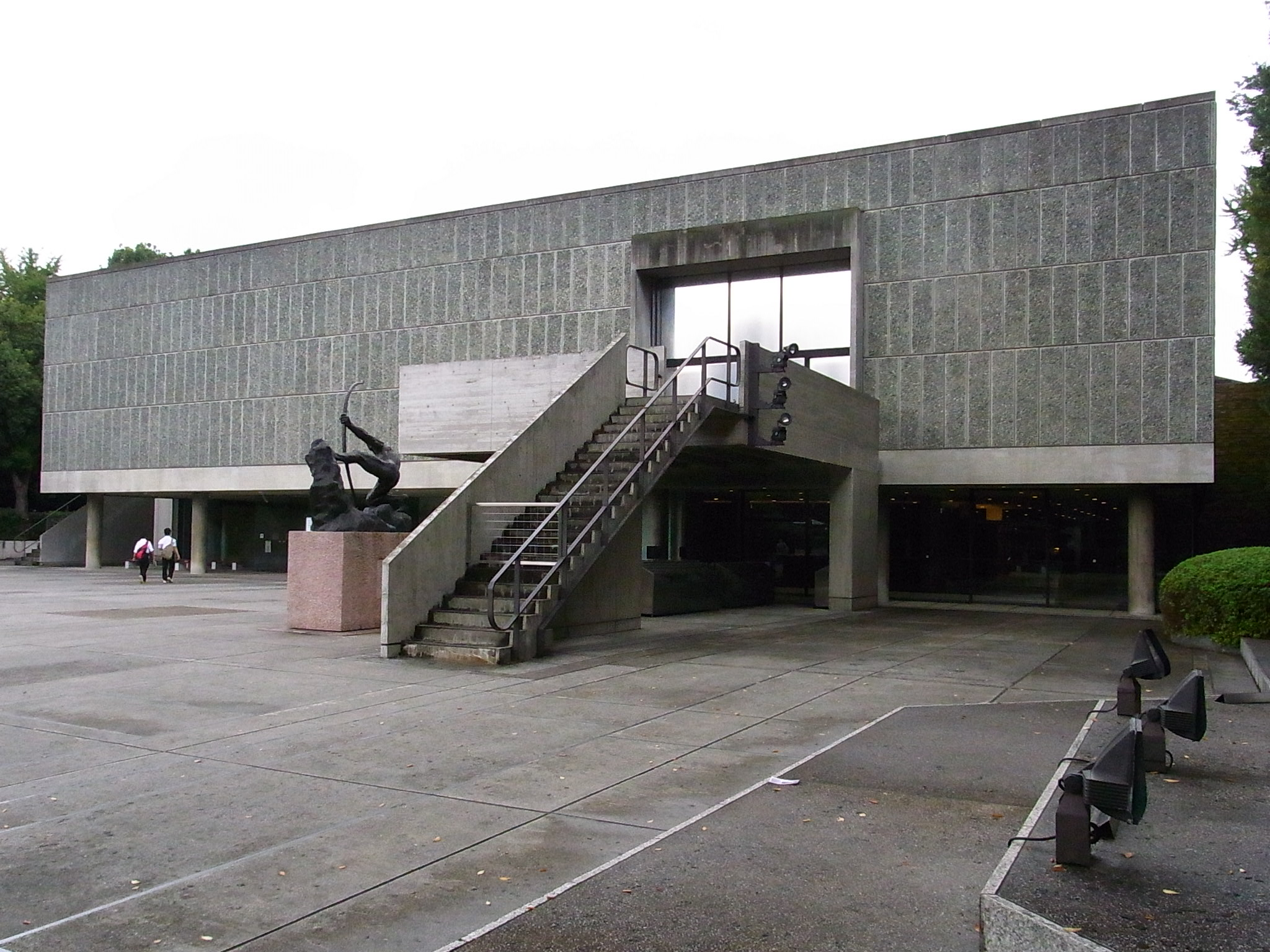
南側正門からアプローチ（2010年10月26日撮影）
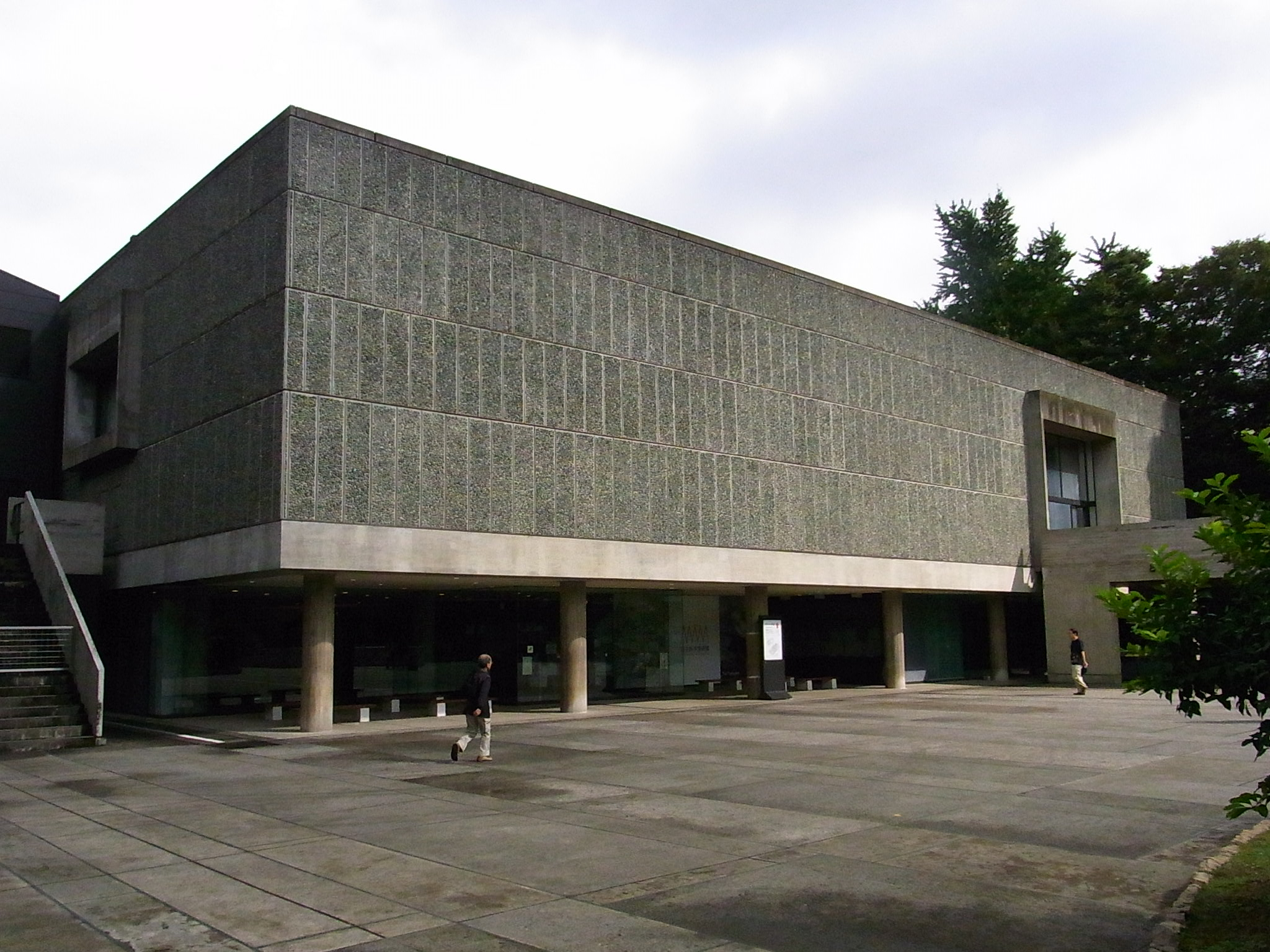
南西側から本館を見る（2010年10月26日撮影）
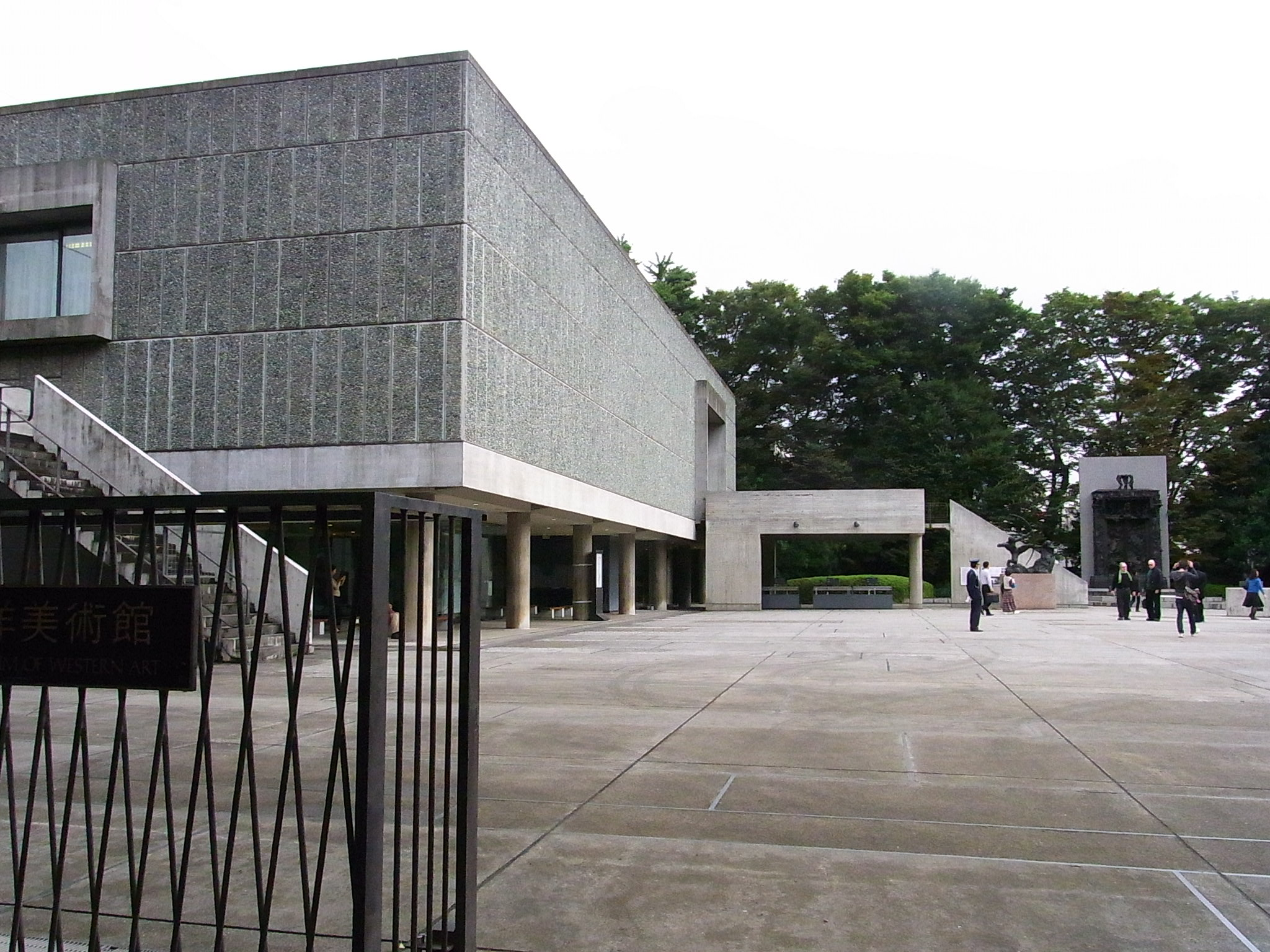
西側入口から本館を見る（2010年10月26日撮影）
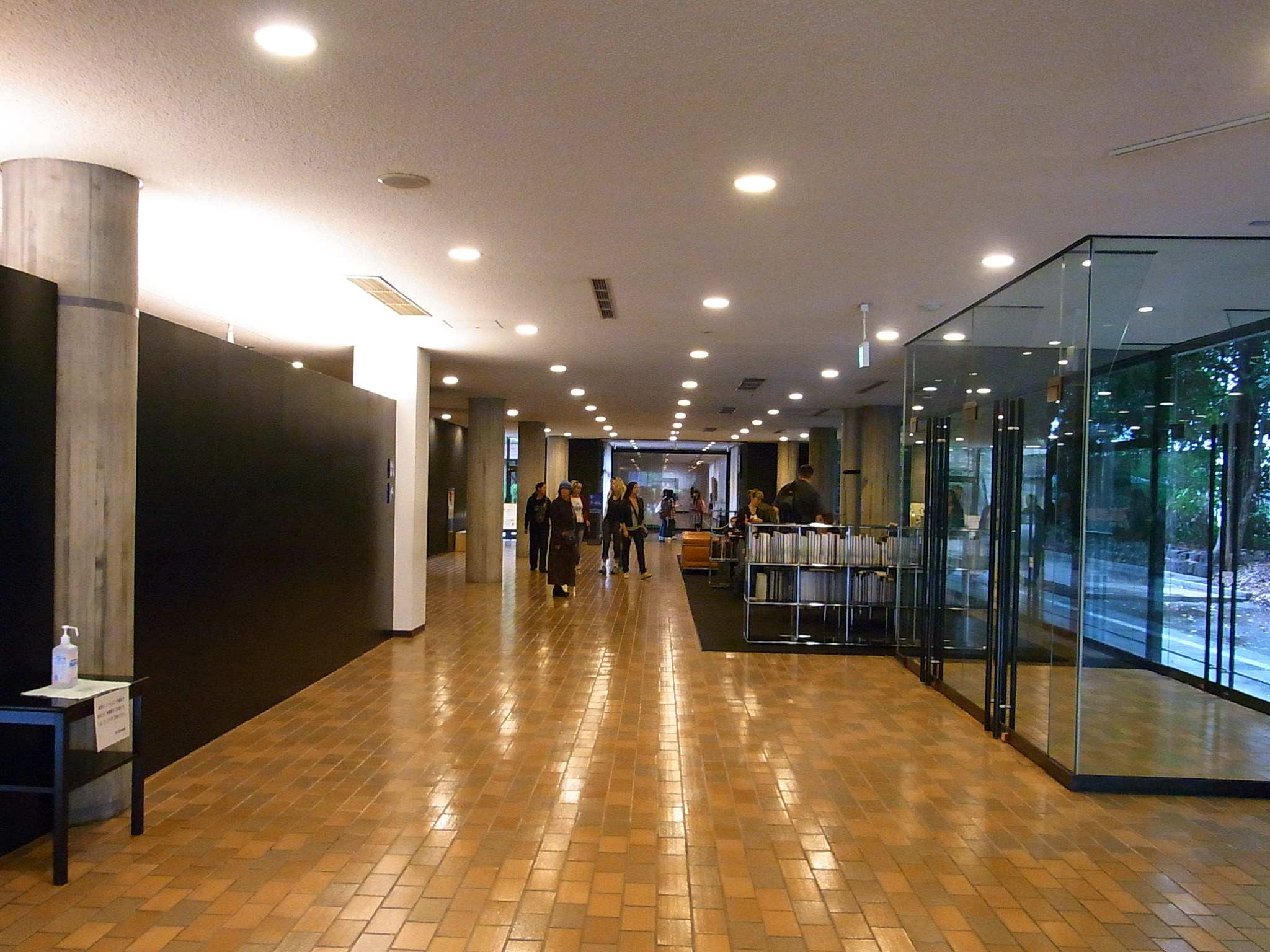
エントランスホール（2010年10月26日撮影）
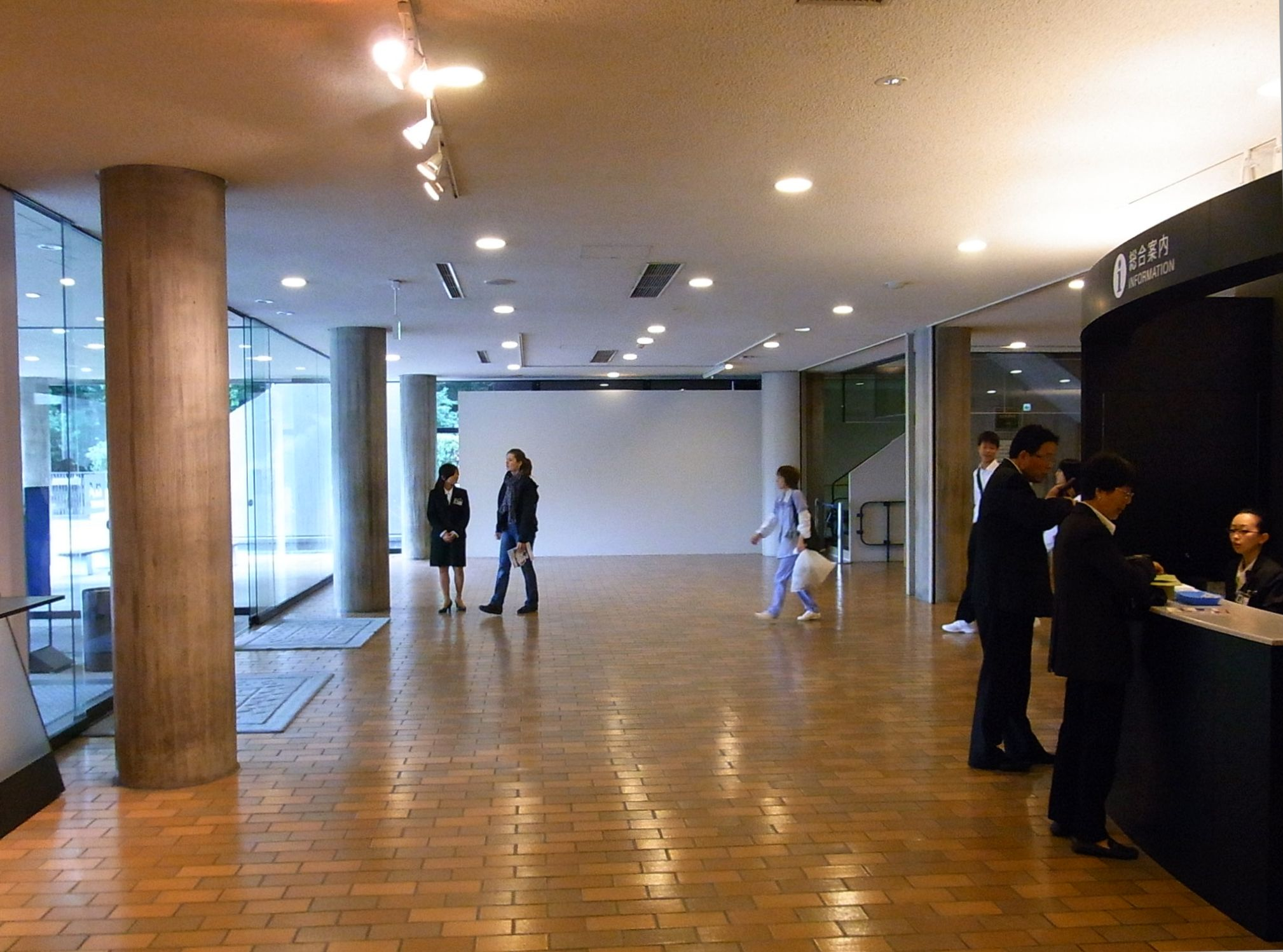
エントランスホール（2010年10月26日撮影）
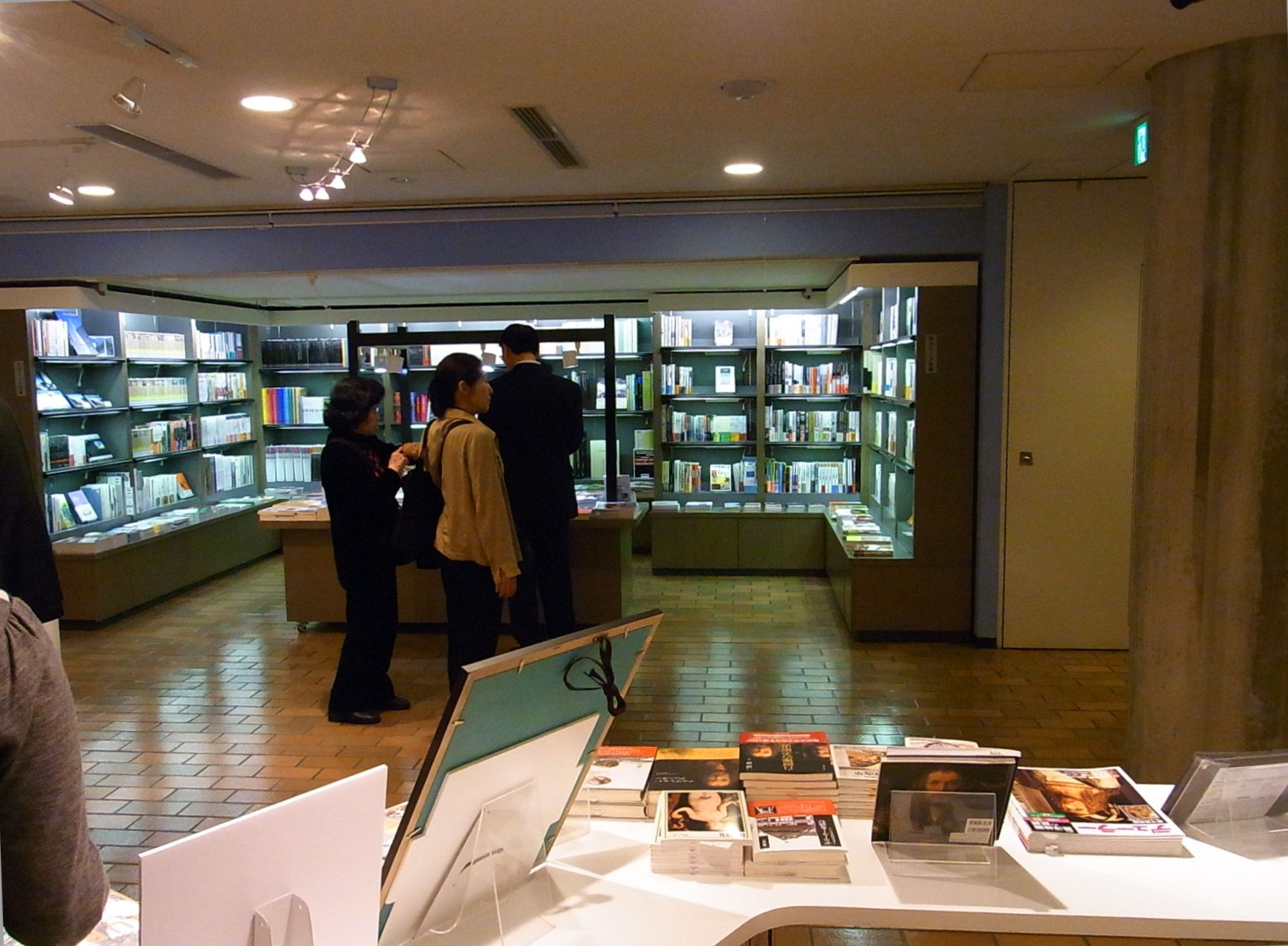
ミュージアムショップ（2010年10月26日撮影）
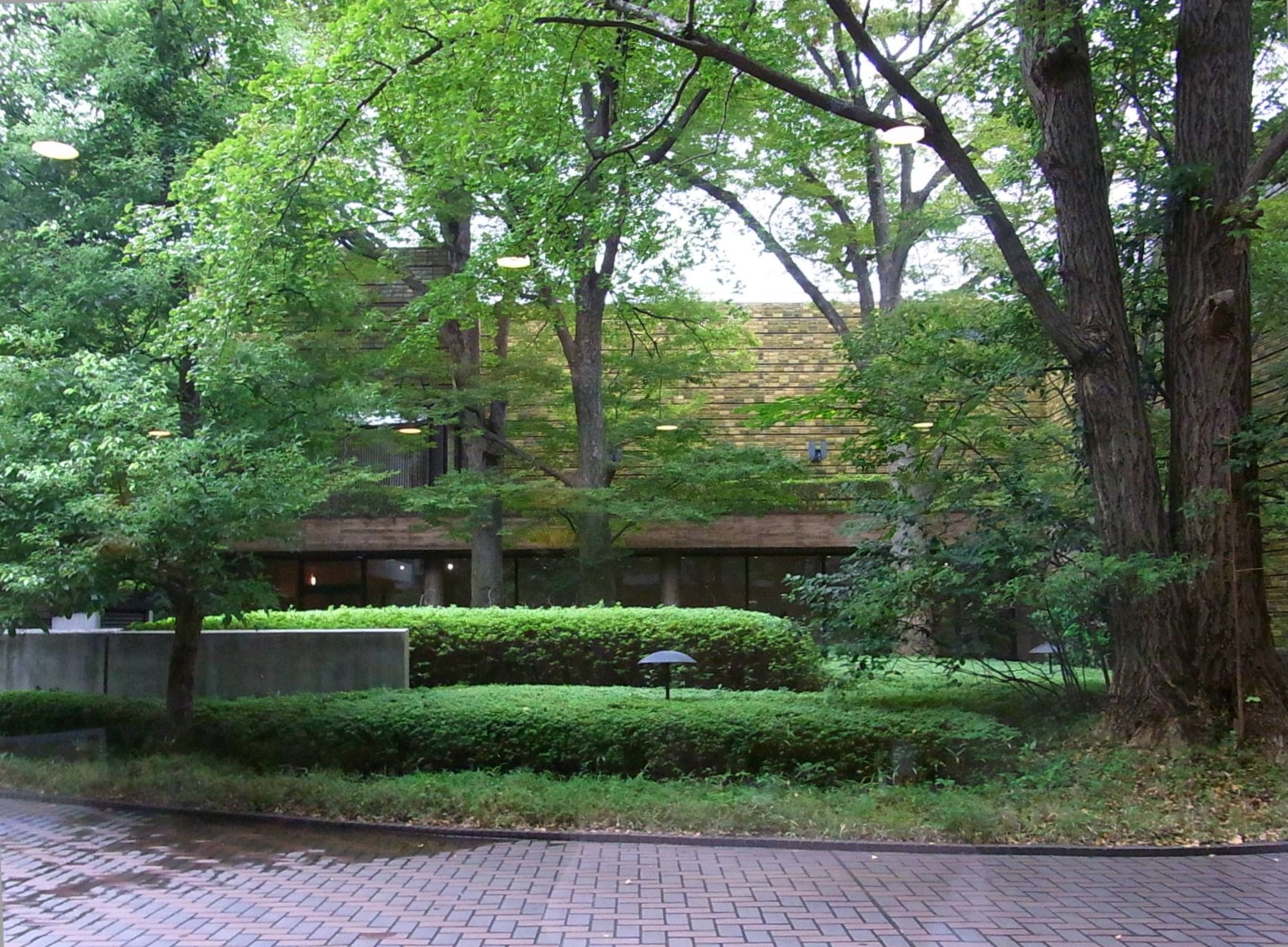
レストラン「CAFE すいれん」から新館と中庭を見る（2010年10月26日撮影）
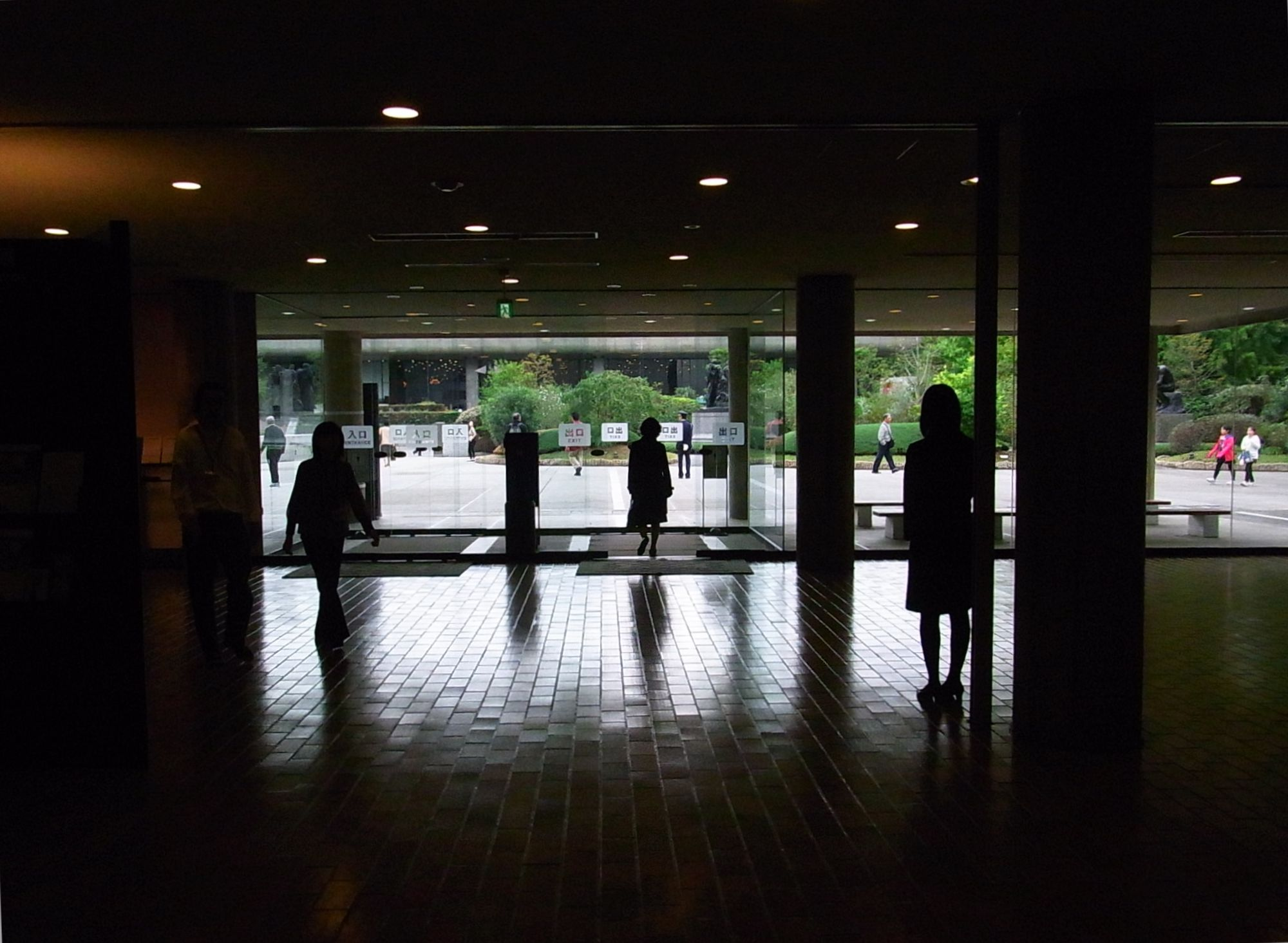
ホールから南面の東京文化会館が見える（2010年10月26日撮影）

### 書籍
- 石田修大『幻の美術館 甦る松方コレクション』丸善ライブラリー、1995年。
- 国立西洋美術館企画・監修『国立西洋美術館公式ガイドブック』淡交社、2009年
- 東京国立近代美術館 編『国立西洋美術館50年史 : 1959-2009』国立西洋美術館、2009年。ISBN 9784906536498。

### 雑誌記事
- 高階秀爾編『松方コレクション 近代の美術 第2号』、至文堂、1971年
- 「特集 なるか、世界遺産 国立西洋美術館のすべて」『芸術新潮』2009年2月号、新潮社